# Cucine locali coreane
Le cucine locali coreane sono caratterizzate da specialità e stili che permettono di distinguerle all'interno della cucina coreana.
Sebbene la Corea sia stata divisa in due stati nel 1948 (Corea del Nord e Corea del Sud), cinquecento anni prima era costituita da otto province amministrative sotto la dinastia Joseon: la regione settentrionale era composta dalle province dello Hamgyong, del Pyongan e dello Hwanghae, la regione centrale comprendeva le province del Gyeonggi, del Chungcheong e del Gangwon, mentre la regione meridionale era costituita dalle province del Gyeongsang e del Jeolla. Fino alla fine del XIX secolo, le reti di trasporto nella penisola non erano ben sviluppate e ogni regione conservava i propri sapori e metodi di cottura caratteristici. Le differenze geografiche tra l'una e l'altra si riflettevano anche nelle specialità alimentari locali, che dipendevano dal clima, dal tipo di agricoltura e dagli alimenti normalmente disponibili in natura. Con lo sviluppo moderno dei trasporti e l'introduzione di cibi stranieri, le cucine locali hanno teso a sovrapporsi e integrarsi, ma molti piatti tradizionali sono stati conservati e tramandati.

## Corea settentrionale

### Pyongan

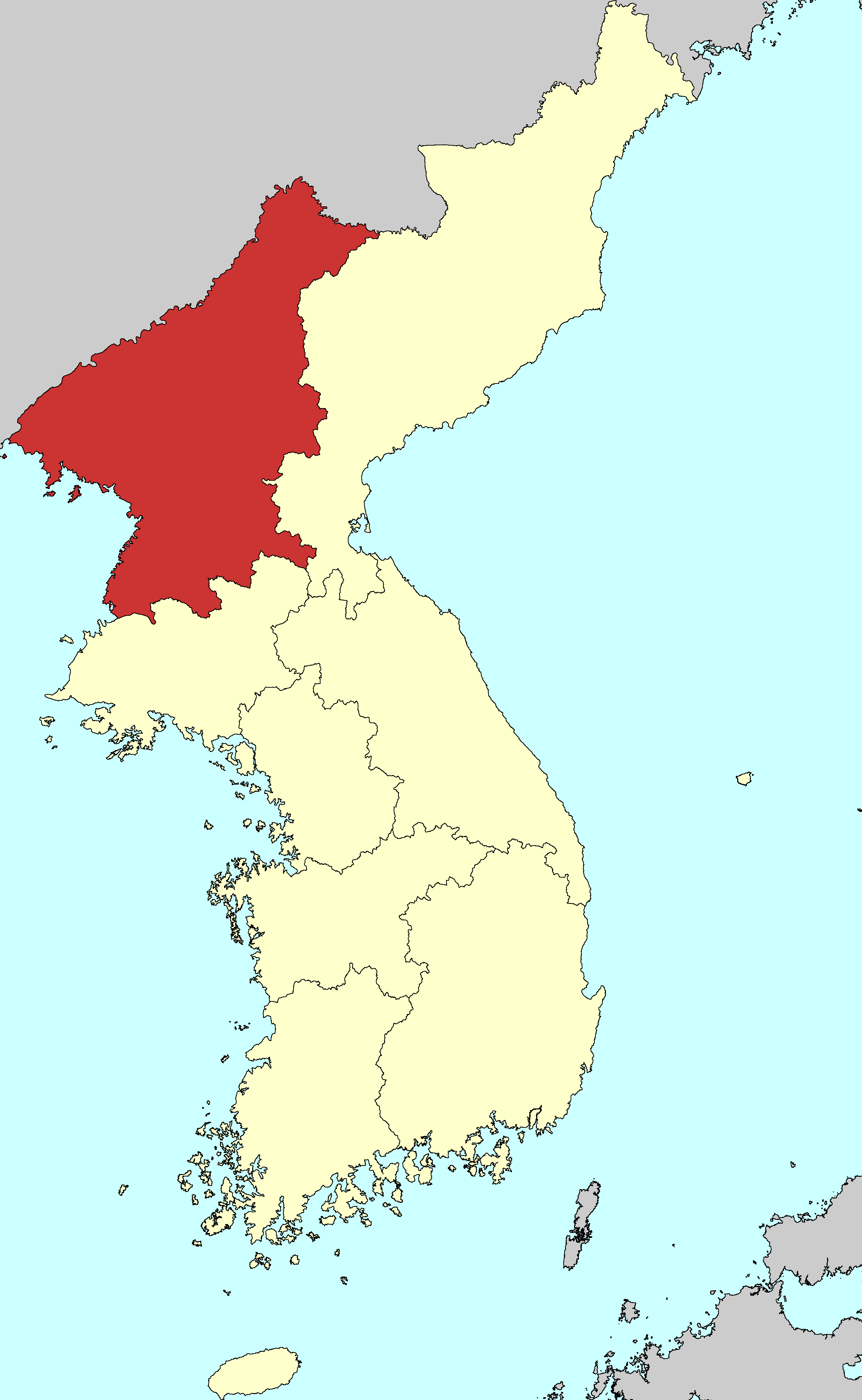
Localizzazione del Pyongan.

La cucina del Pyongan ha uno stile continentale dovuto all'influenza della vicina Manciuria sin dai tempi antichi. I piatti sono grandi per dare un'impressione di abbondanza, e generalmente insipidi. I cereali sono più diffusi del riso, pertanto è comune servire riso e miglio (jobap) al posto del solo riso al vapore, e preparare cibi a base di farina come i naengmyeon (noodle freddi di grano saraceno) e i mandu (ravioli). In inverno si consumano piatti grassi. Il kimchi più consumato nella zona è principalmente il dongchimi, che viene spesso usato come brodo per i naengmyeon.
I piatti rappresentativi sono gukbap (zuppa con riso), kimchi mari (brodo freddo di kimchi con riso), dakjuk (juk di pollo), naengmyeon (zuppa fredda di pasta di grano saraceno), eobok jaengban (manzo pressato servito in un piatto di ottone), gangnyang guksu (spaghetti di mais in un brodo freddo), Pyongyang manduguk (zuppa di mandu in stile Pyongyang) e gulmandu (piccoli mandu senza rivestimento). I Pyongyang naengmyeon sono il piatto tipico della capitale della Corea del Nord, Pyongyang, insieme alla Taedonggang sungeoguk (zuppa di trota del fiume Taedong), che viene servita come cortesia agli ospiti importanti in visita alla città, e al Pyongyang onban, una ciotola di riso caldo guarnito con funghi a fette, pollo e un paio di bindae-tteok.
I banchan (contorni) nello stile del Pyongan includono ttokttoki jaban (manzo tritato condito), mucheonggom (foglie di ravanello e manzo brasati), deopuljang (pasta di soia fermentata), danggochujang bokkeum (piatto saltato in padella con pasta di peperoncino), dwaeji gogijeon (frittelle di maiale), naengchae (insalata fredda), Yongpyon gimjang kimchi (kimchi in stile Yongbyon), gaji kimchi (melanzane sottaceto), baek kimchi (kimchi senza peperoncino) e kkotge jjim (granchio al vapore). Oi tojangguk (zuppa di pasta di soia e cetrioli) e naepotang (stufato di kimchi e frattaglie) sono tra le zuppe e gli stufati rappresentativi.
I tteok (gnocchi di riso glutinoso) hanno nomi non convenzionali e sono più grandi e semplici nella forma rispetto a quelli di Seul, come songgi tteok (fatto con la corteccia interna dei pini), golmi tteok (a forma di ditale), kkojang tteok (ricoperto di briciole di fagioli al vapore), ppong tteok (cotto a vapore con foglie di gelso), nidoraemi (ricoperto di briciole di fagioli azuki) e jogae songpyeon (ripieno, a forma di vongola). Il notti è un altro tteok caratteristico del Pyongan e dello Hwanghae, fatto pestando un impasto saccarificato di farina di miglio decorticato che viene poi fritto a pezzetti nell'olio.
Gli hangwa (dolciumi tradizionali) del Pyongan sono gwajul (dolciumi fritti al miele) e yeot (caramelle). Il taesik è una varietà degli hangwa regionali, fatto mescolando jocheong (yeot liquefatto) e misu (farina mista cotta a vapore e seccata fatta di vari cereali e fagioli).

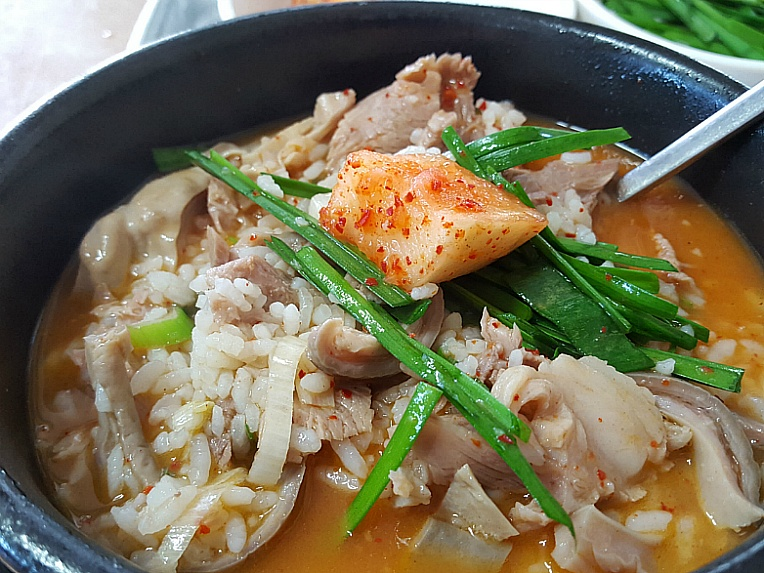
Gukbap, zuppa di riso
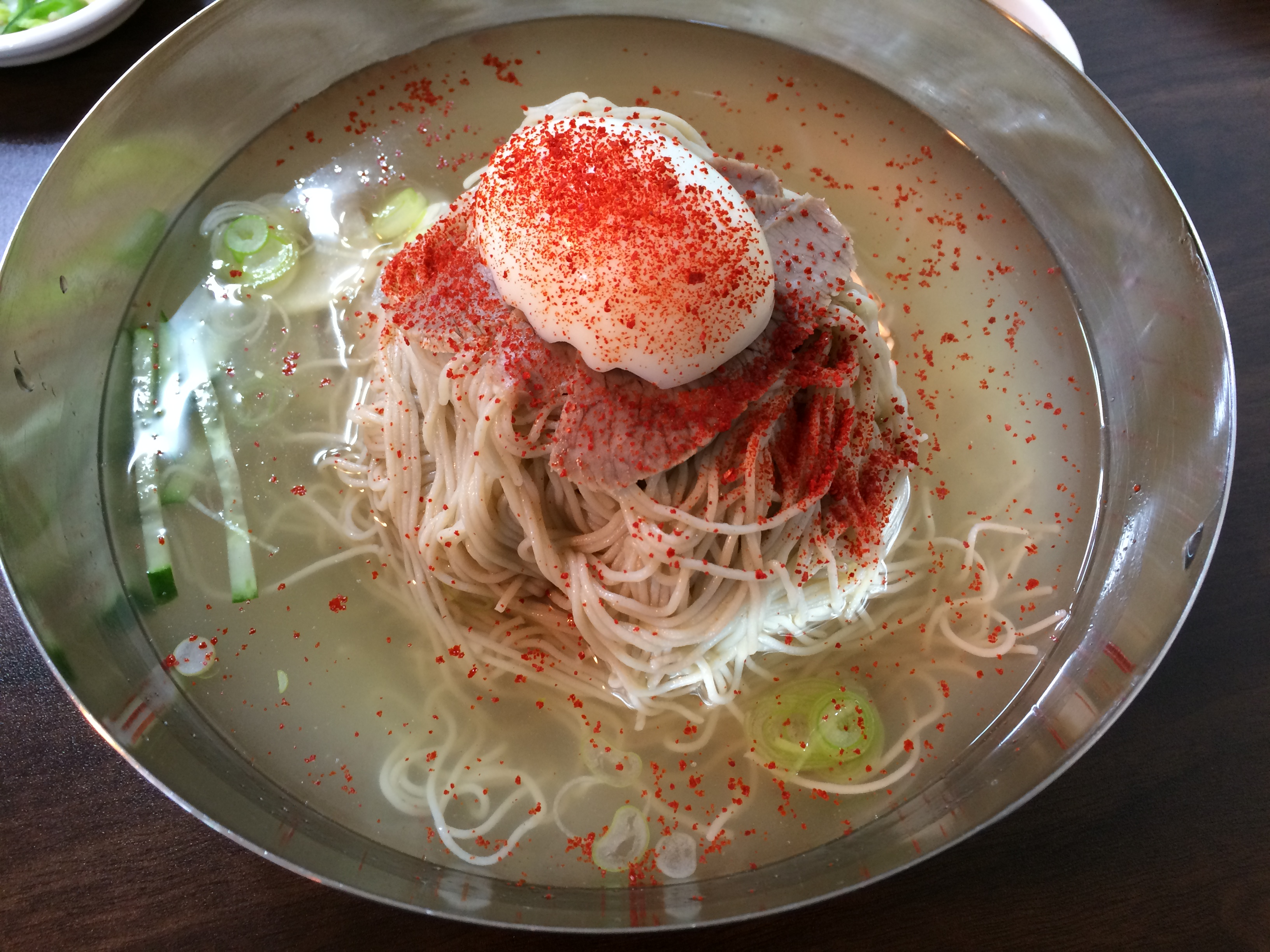
Pyongyang naengmyeon, noodle freddi piccanti
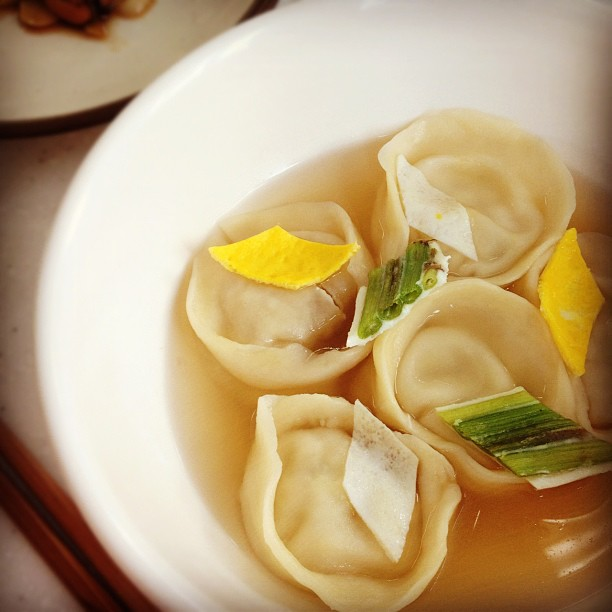
Manduguk, zuppa di ravioli
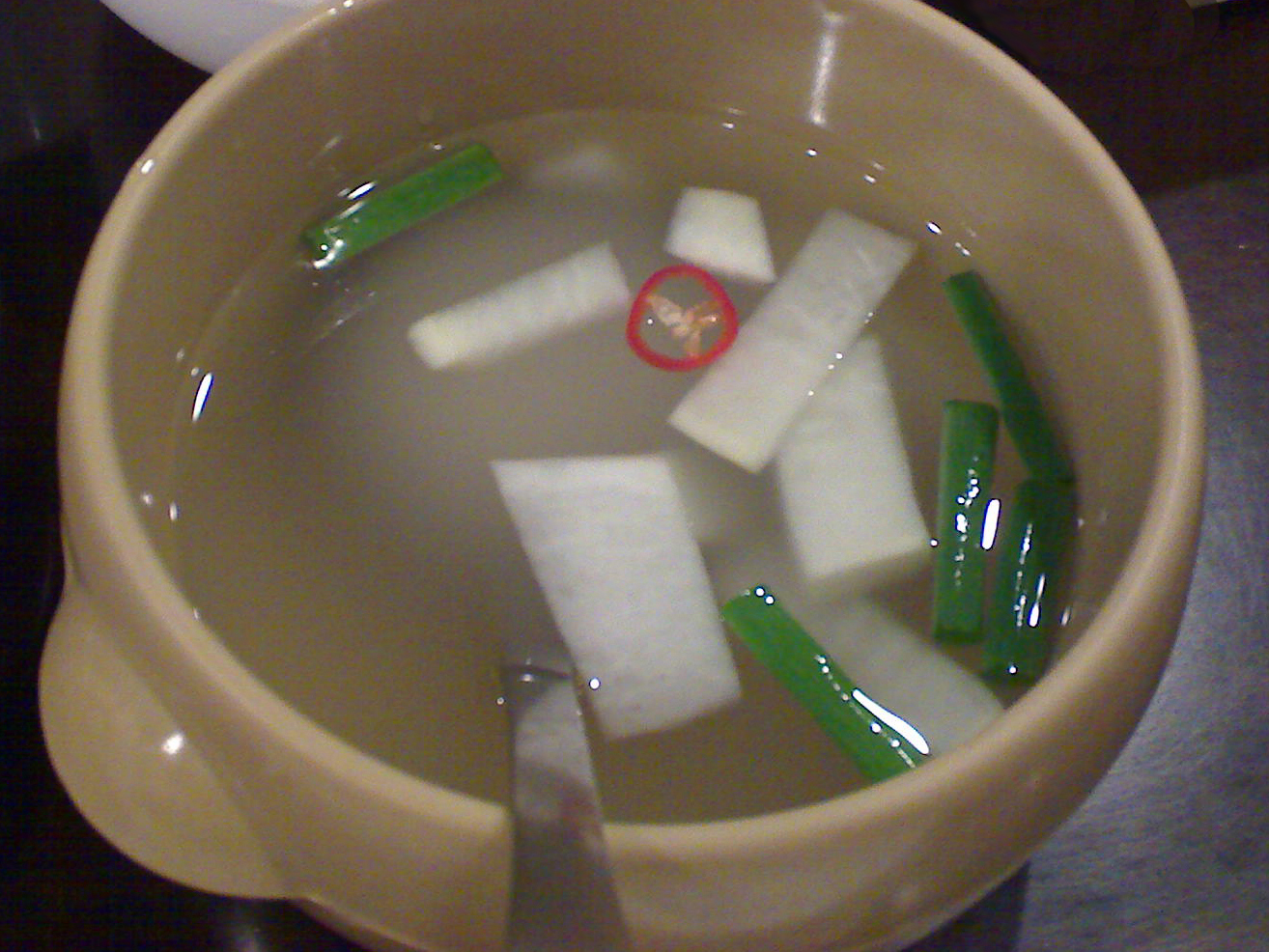
Dongchimi, kimchi acquoso
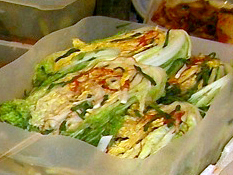
Baek kimchi, kimchi non piccante
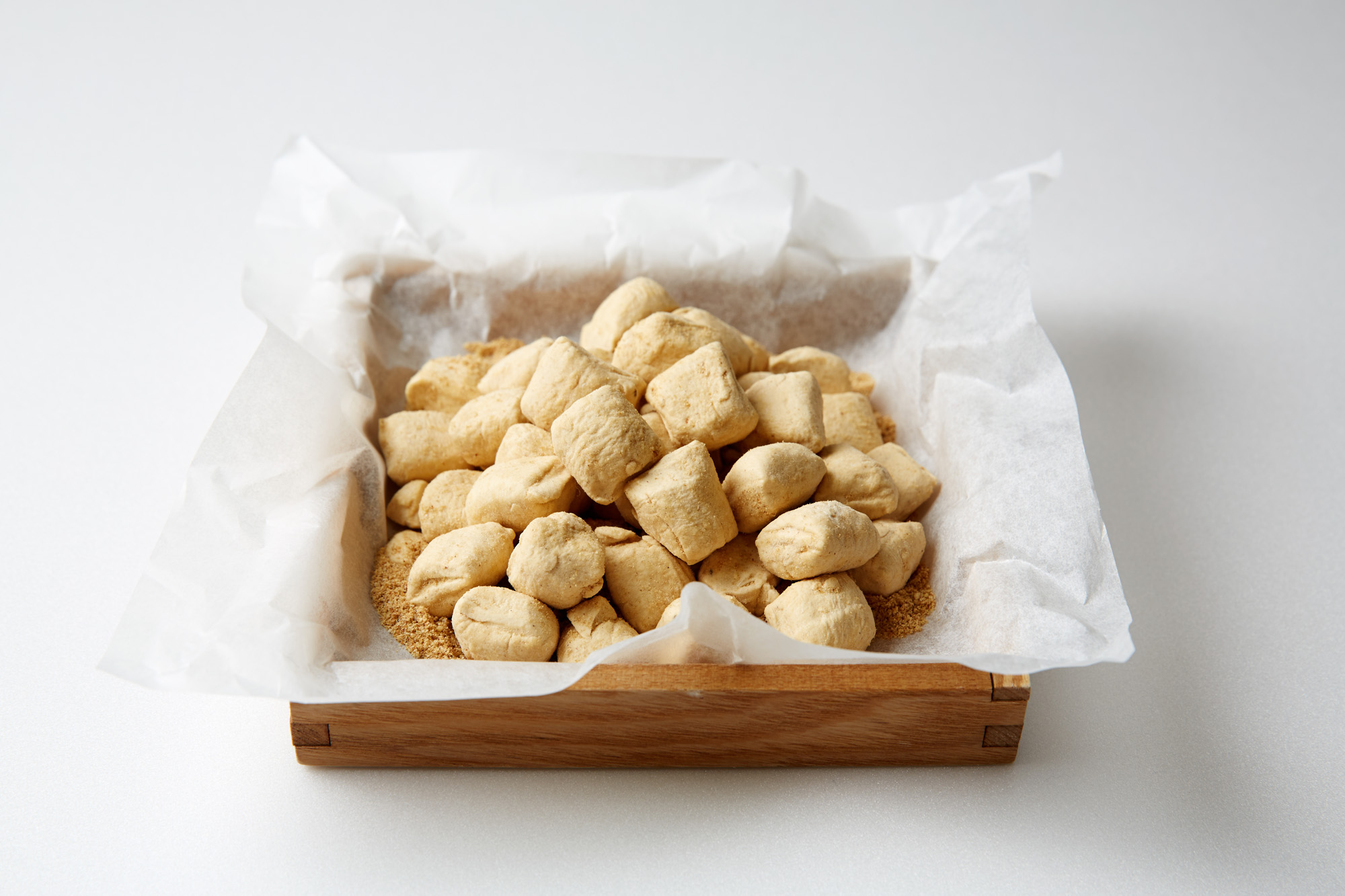
Yeot, caramelle

### Hamgyong

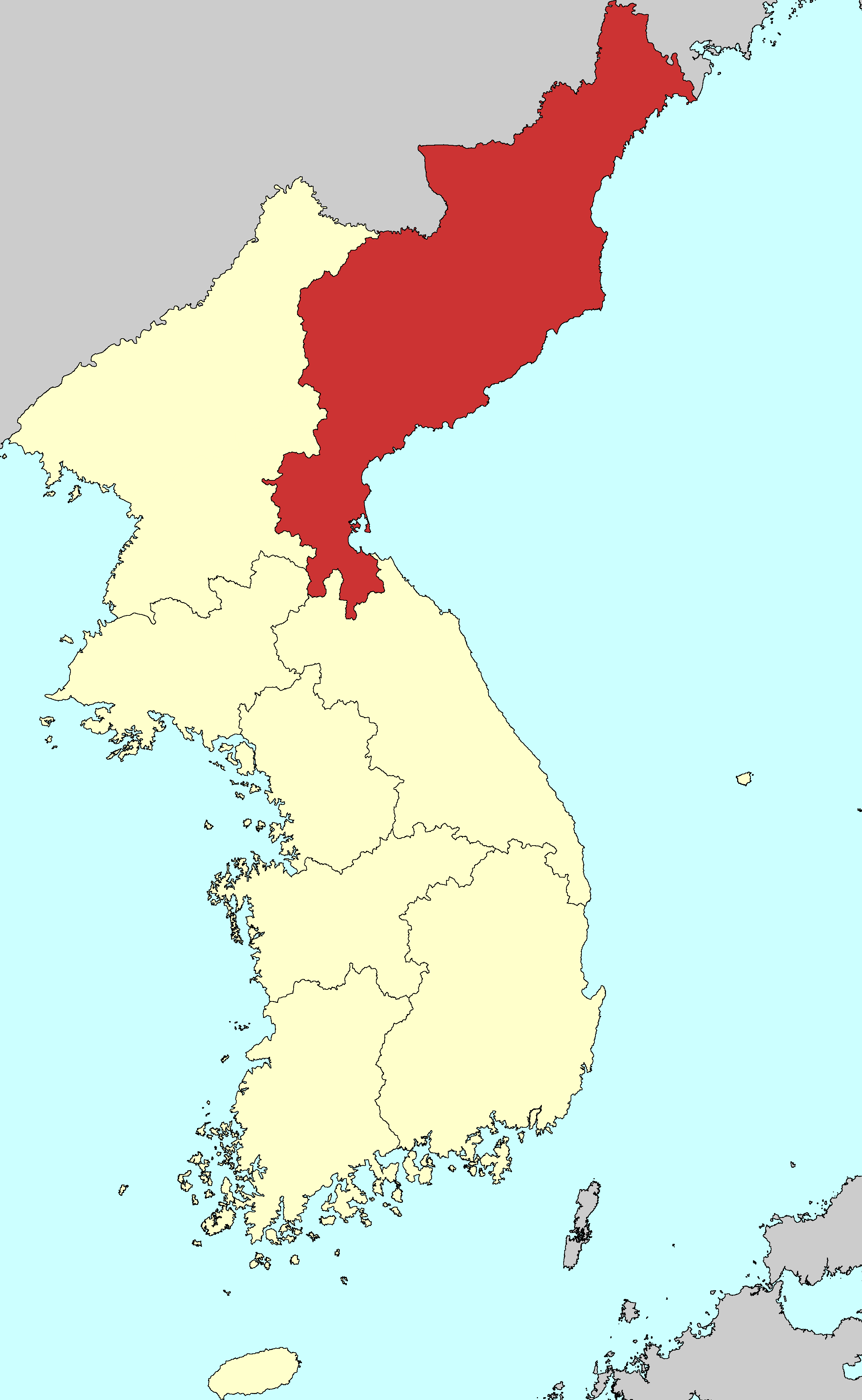
Localizzazione dello Hamgyong.

Lo Hamgyong è un'area montagnosa nell'estremo nord della penisola nota per la coltivazione dei cereali, come il miglio, il sorgo, la soia e il mais. A differenza del miglio e del sorgo raccolti nel sud, quelli dello Hamgyong hanno una consistenza più collosa e un sapore più intenso, mentre le patate sono ricche di amido, che viene usato per preparare i noodle. Nel mare vicino si pescano merluzzi d'Alaska e altre specie. Una specialità è il dongtae sundae, ovverosia lo stomaco del merluzzo ripieno, che viene congelato e conservato all'aperto per tutto l'inverno, e cotto al vapore poco a poco, secondo necessità.
Nella cucina dello Hamgyong l'aglio e il peperoncino sono ampiamente usati come condimenti al posto del sale, e a quest'area si deve il nome dadegi, sinonimo delle salse a base di peperoncino con cui si prepara l'Hamhung naengmyeon, un piatto di noodle e hoe (pesce crudo) originario di Hamhung. Oltre ad essi, i mul naengmyeon e i gamja guksu (spaghetti di patate) sono piatti di pasta comuni. Il gamja makgari mandu è invece uno gnocco fatto con patate macinate.
I piatti rappresentativi sono japgokbap (cereali misti cotti), jjinjobap (sorgo al vapore), dak bibimbap (riso e verdure con fette di pollo), eollin kongjuk (porridge di semi di soia congelati) e oksusujuk (porridge di mais). La garitguk è una zuppa di costolette di manzo condita con yukhoe (carne di manzo cruda condita). Tra i tteok (gnocchi di riso) tipici ci sono gli injeolmi, mentre come bevanda si produce un liquore dolce con i cachi.

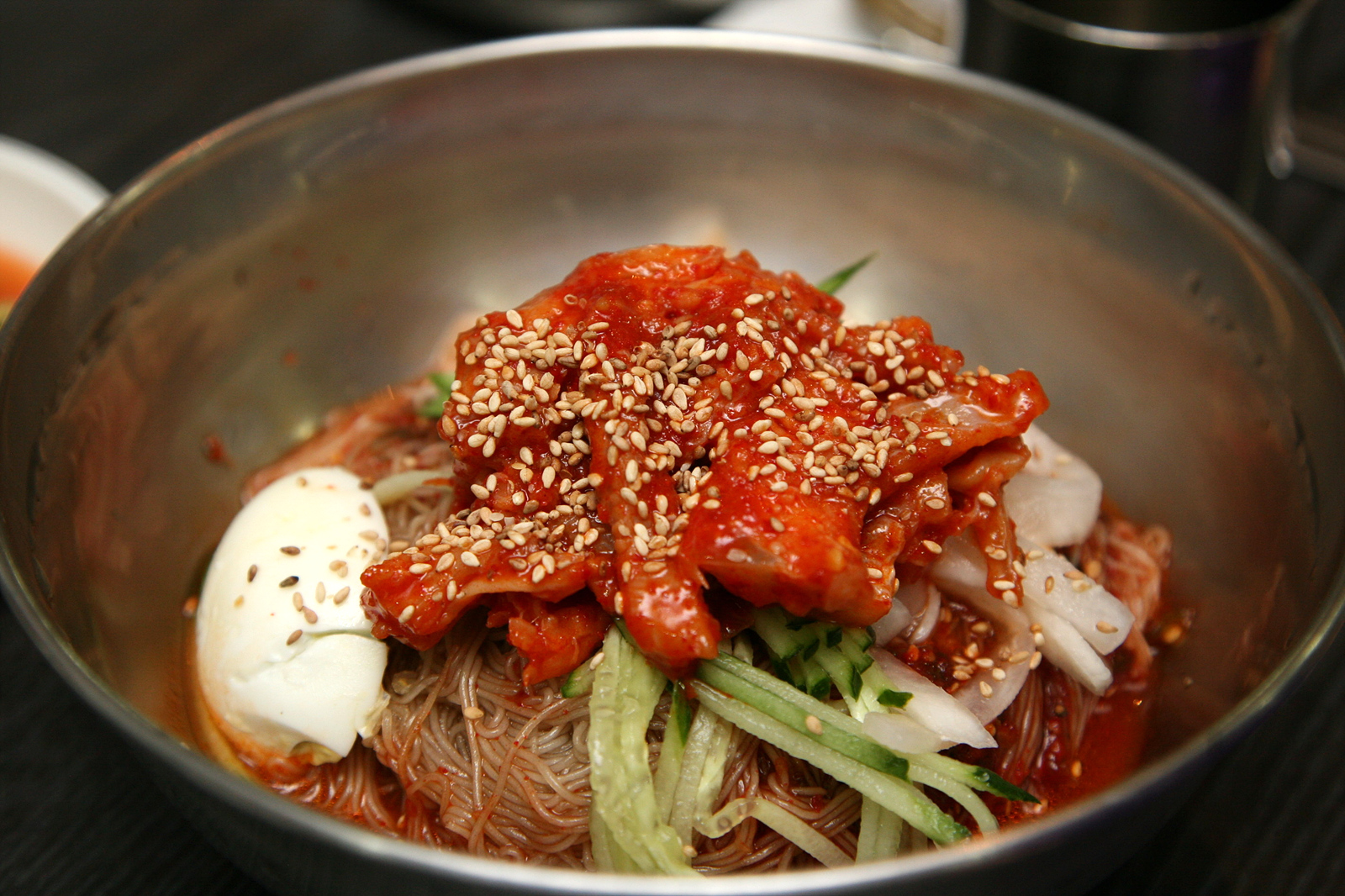
Hamhung naengmyeon, noodle di farina di grano saraceno con pesce crudo
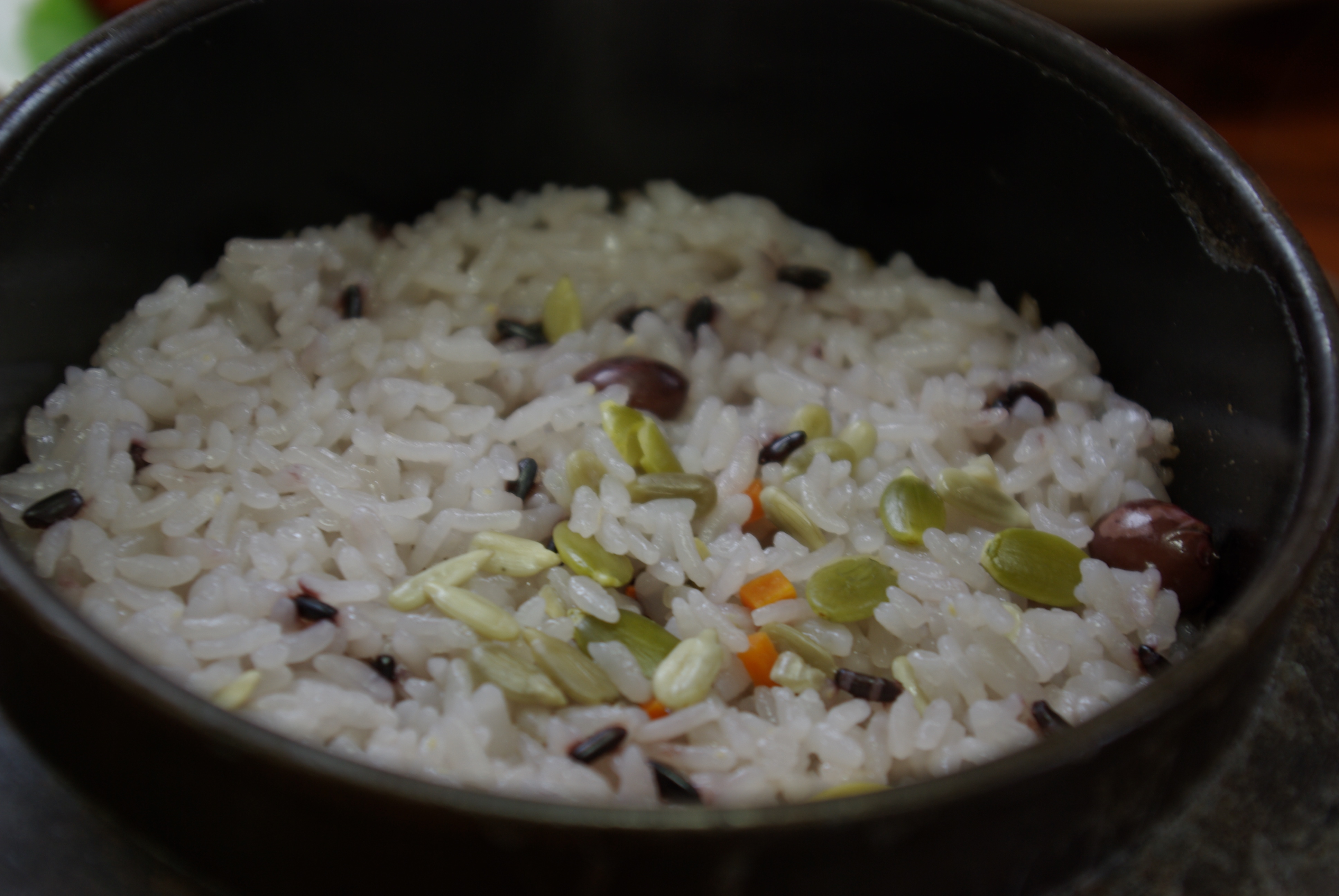
Japgokbap, cereali misti cotti
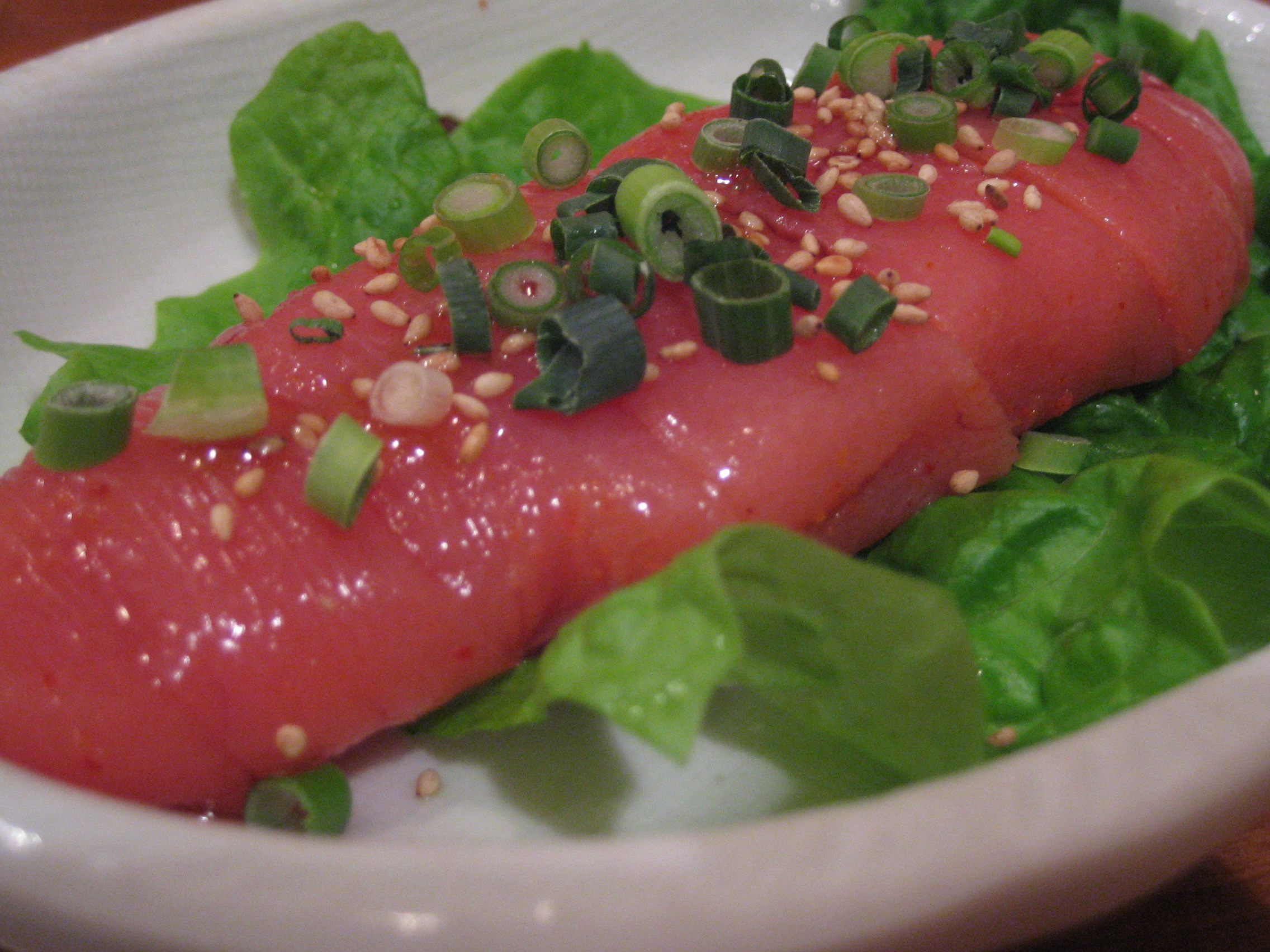
Myeongran jeot, uova di merluzzo d'Alaska condite
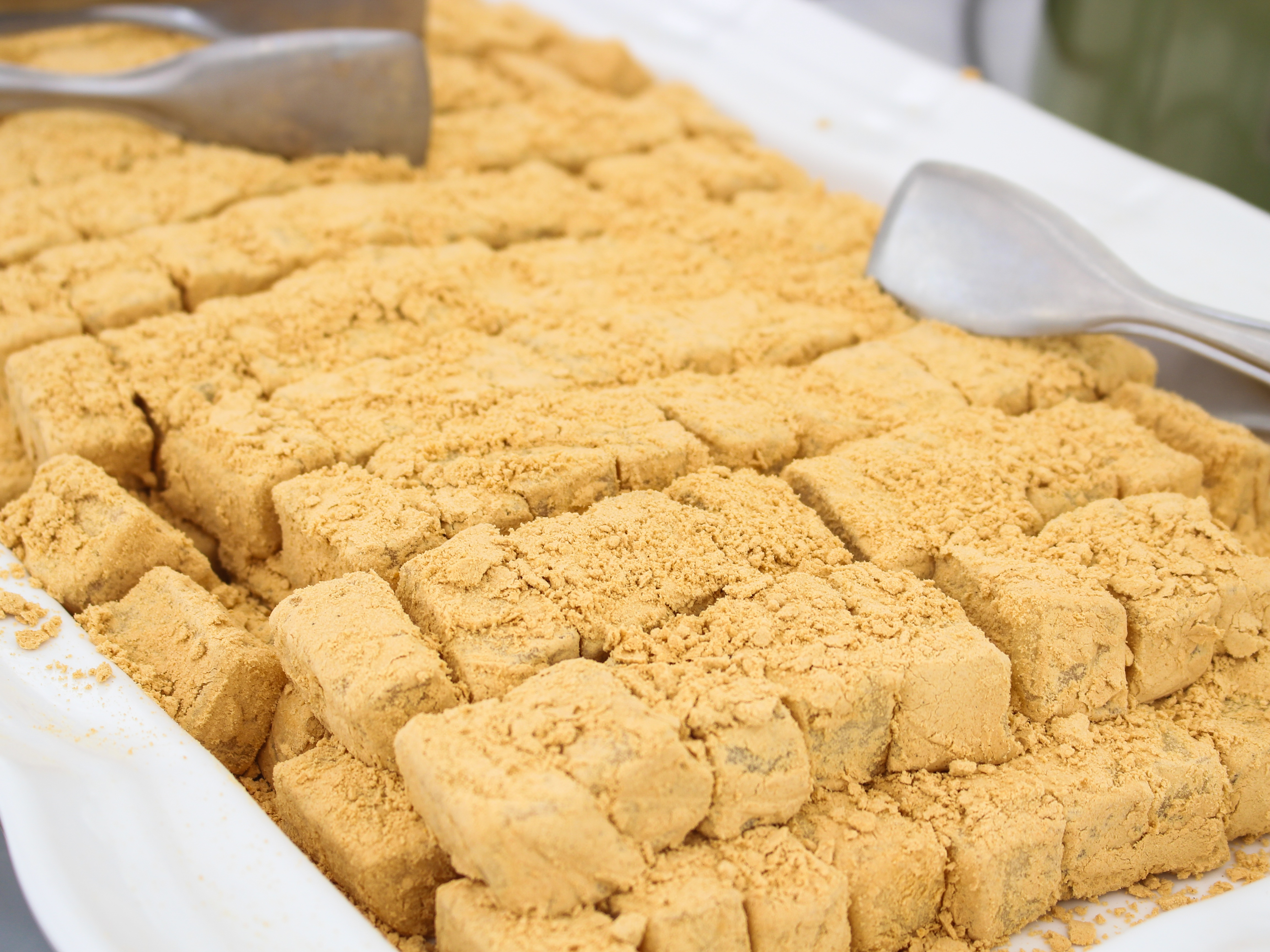
Injeolmi, gnocchi di riso coperti di polvere di fagioli al vapore

### Hwanghae

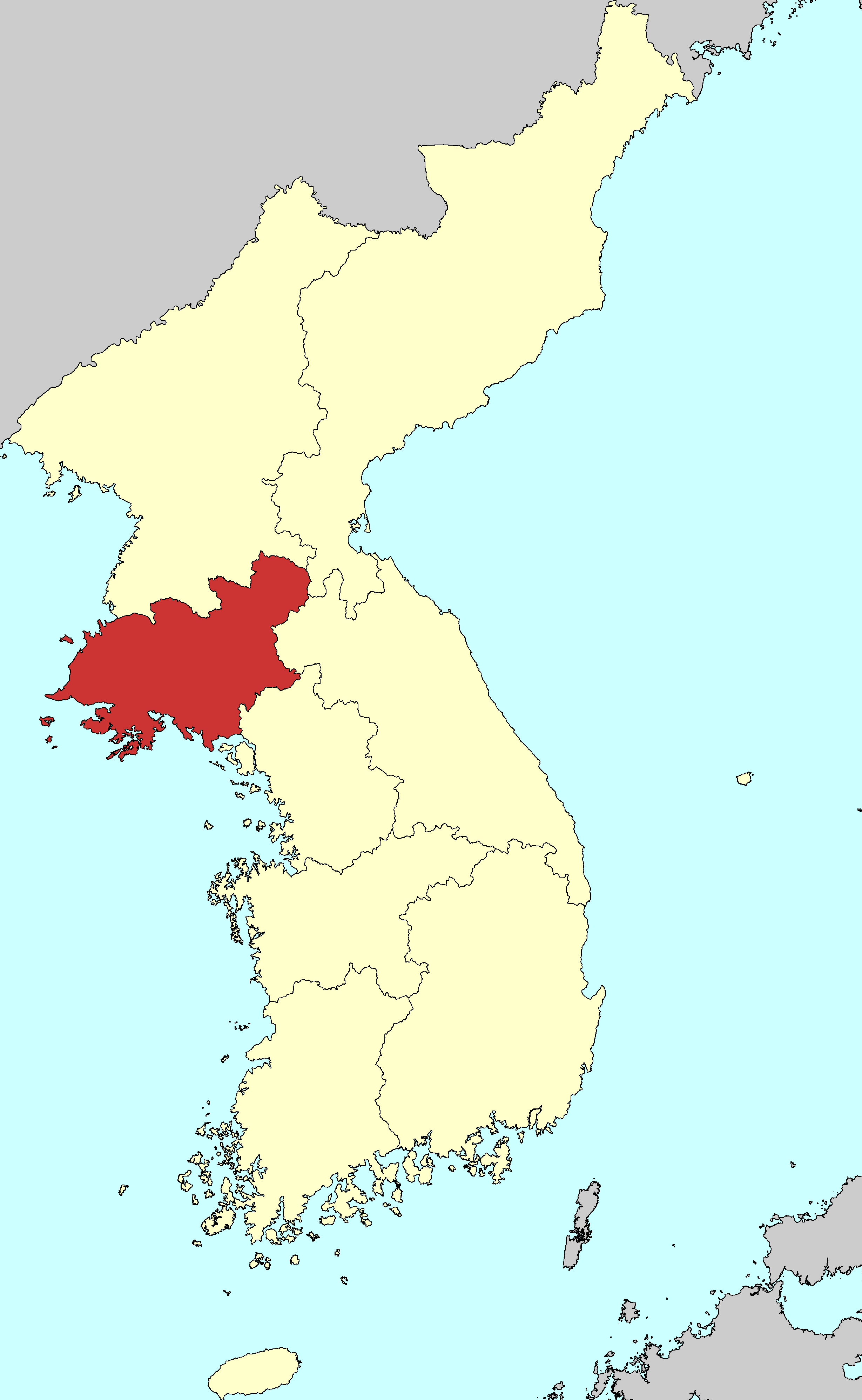
Localizzazione dello Hwanghae.

Lo Hwanghae è una zona pianeggiante adatta alla coltivazione dei cereali, specialmente del miglio, che viene consumato in abbondanza. La buona quantità e qualità dei cereali si riflette sulla carne del bestiame; i polli allevati nello Hwanghae sono grassi e vengono usati in molti piatti, come i noodle e i mandu (ravioli). Il kimchi ha un sapore fresco e la sua salamoia si presta ad essere usata nelle zuppe: quella del dongchimi, ad esempio, può essere mescolata ai naengmyeon (noodle di grano saraceno) o al riso freddo. Il cibo ha un sapore moderato, né insipido né troppo salato, simile a quello del Chungcheong. I mandu hanno dimensioni più generose che nelle altre regioni.

Il riso è l'alimento base dello Hwanghae, affiancato da piatti di cereali misti come il seariban, che ne contiene di tre diversi tipi, e il bijibap (riso con polpa di soia). I contorni sono spesso a base di maiale e tofu; zuppe e stufati sono diffusi in tutta la regione e includono kimchiguk (zuppa di kimchi), jogitguk (zuppa di scienide), doebijitang (stufato di soia), hobakjijjigae (stufato di zucca), kimchisundubujjigae (stufato di kimchi e tofu morbido) e jogimaeuntang (stufato piccante di scienide). Si trovano molte varietà di tteok (gnocchi di riso), generalmente di forma e aspetto semplici, come i jeungpyeon.

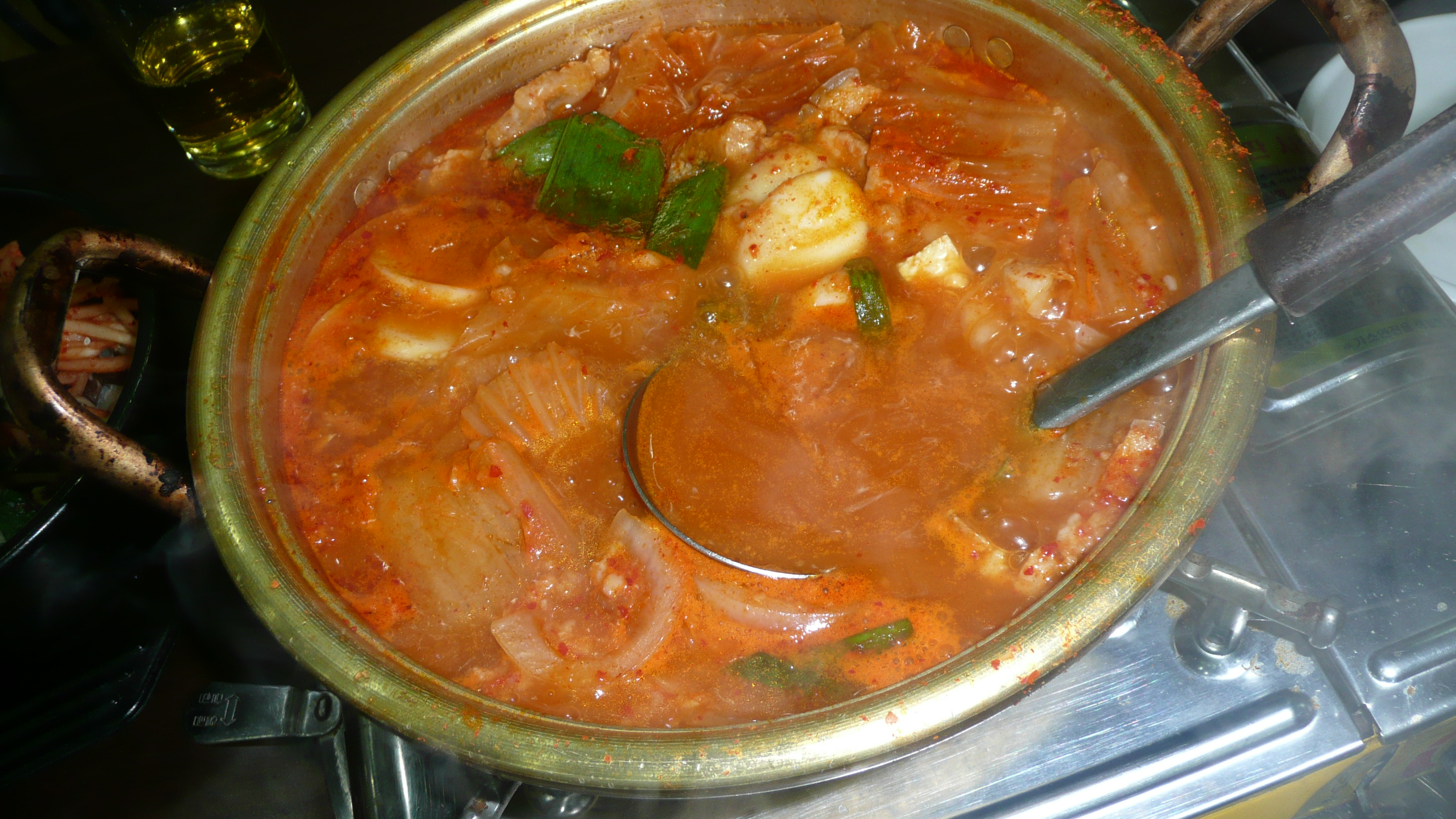
Kimchiguk, zuppa di kimchi
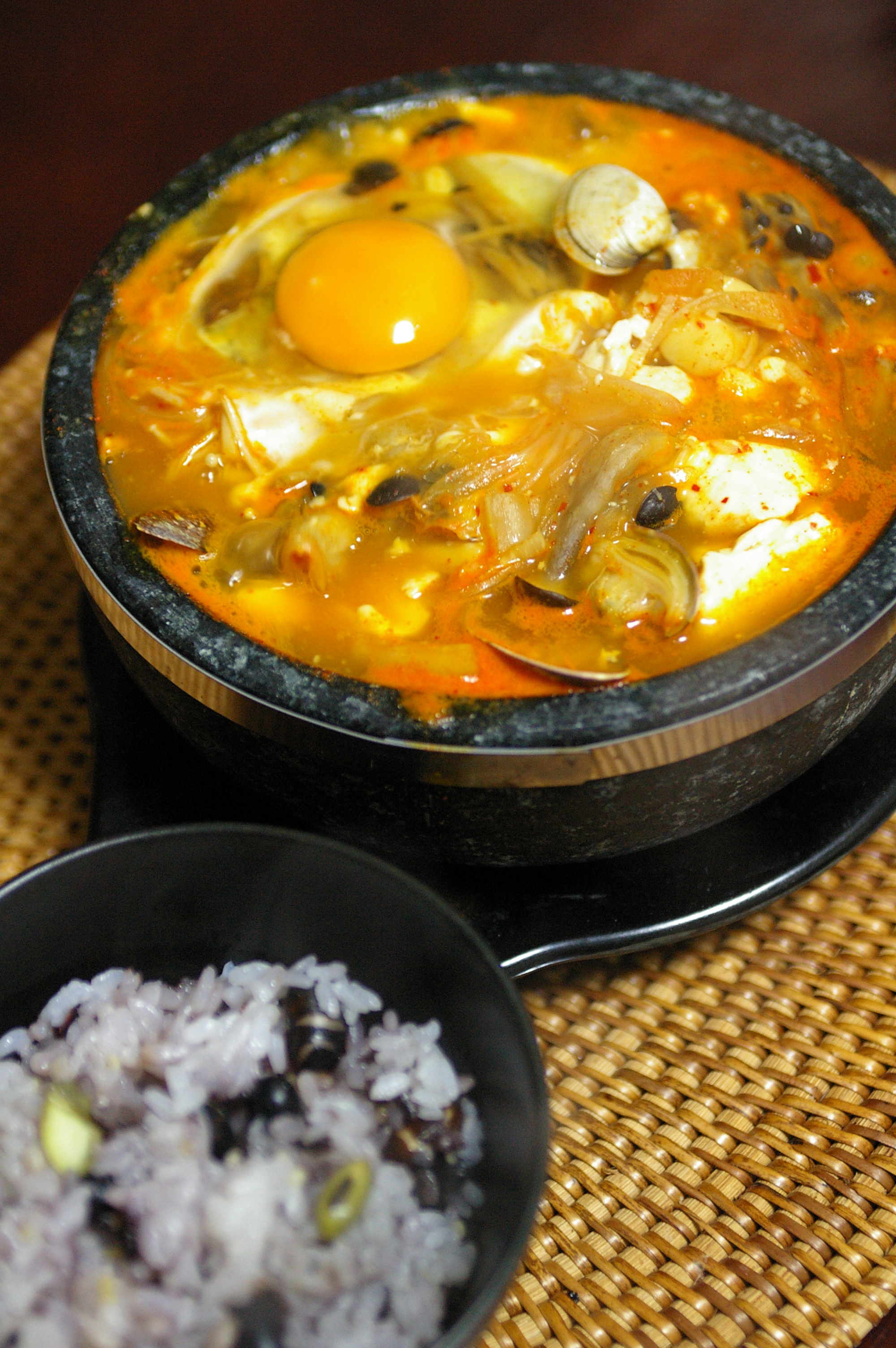
Sundubujjigae, stufato di tofu morbido
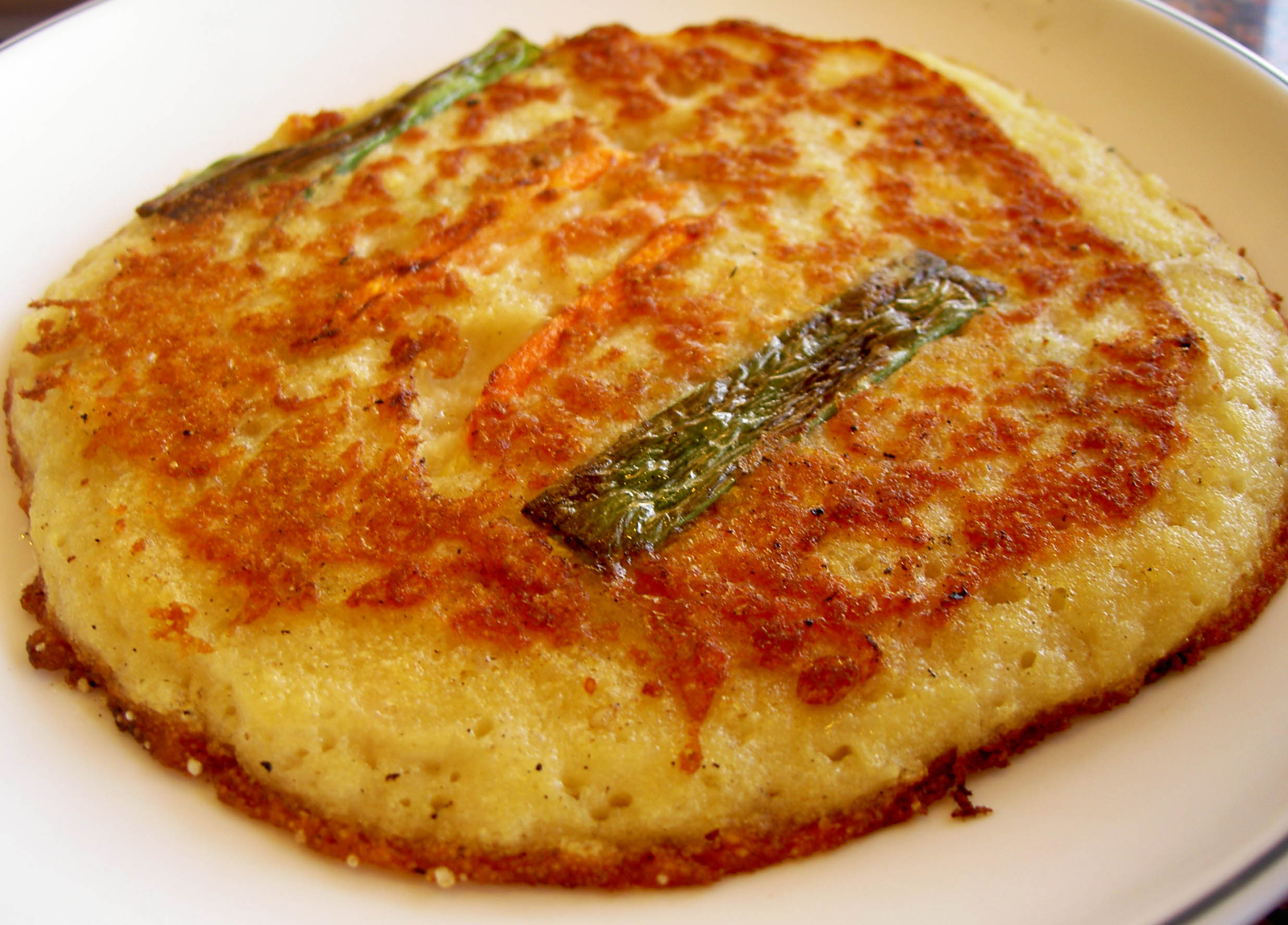
Bindaetteok, pancake di fagioli mungo
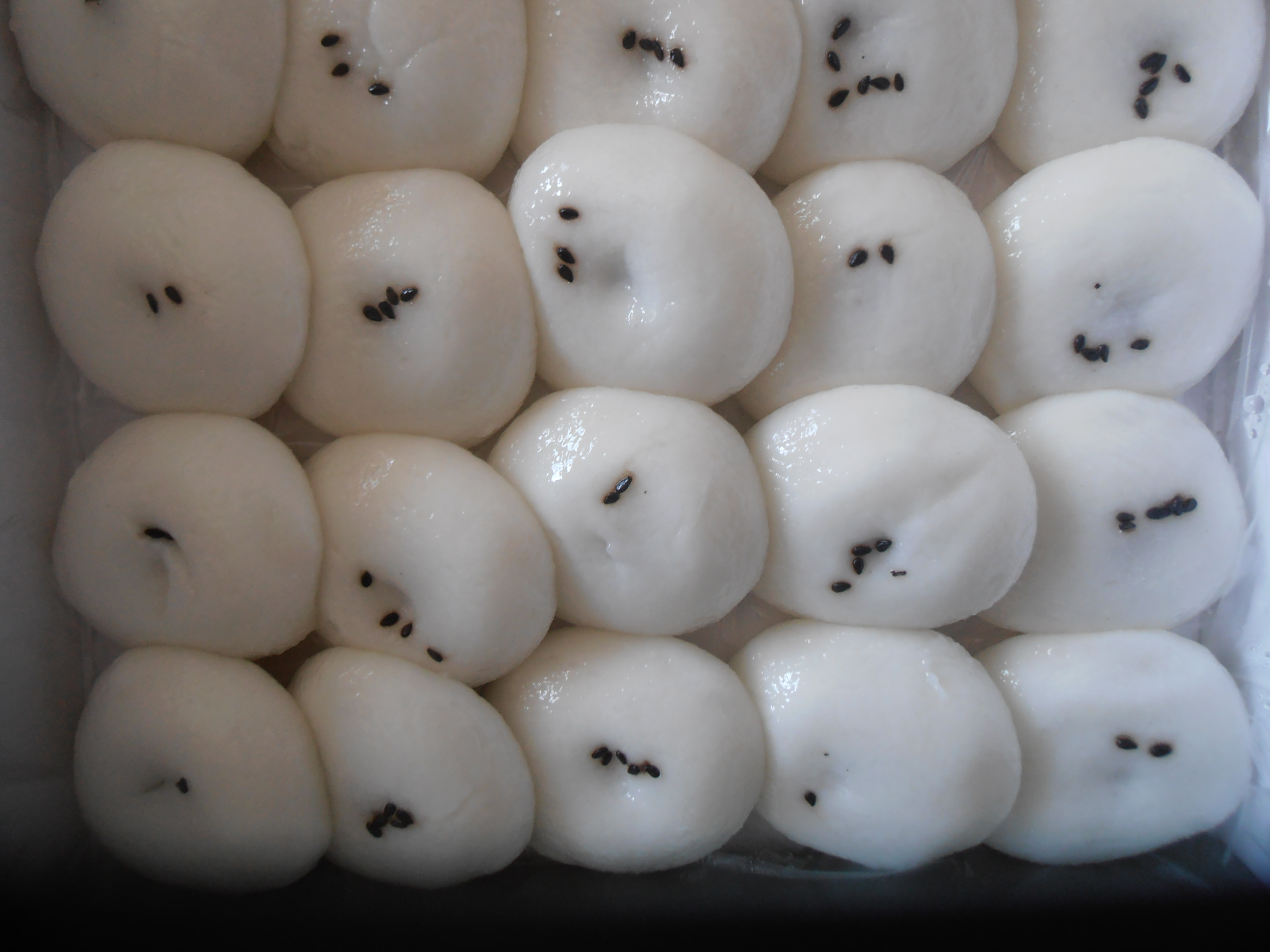
Jeungpyeon, gnocchi di riso glutinoso

## Corea centrale

### Gangwon

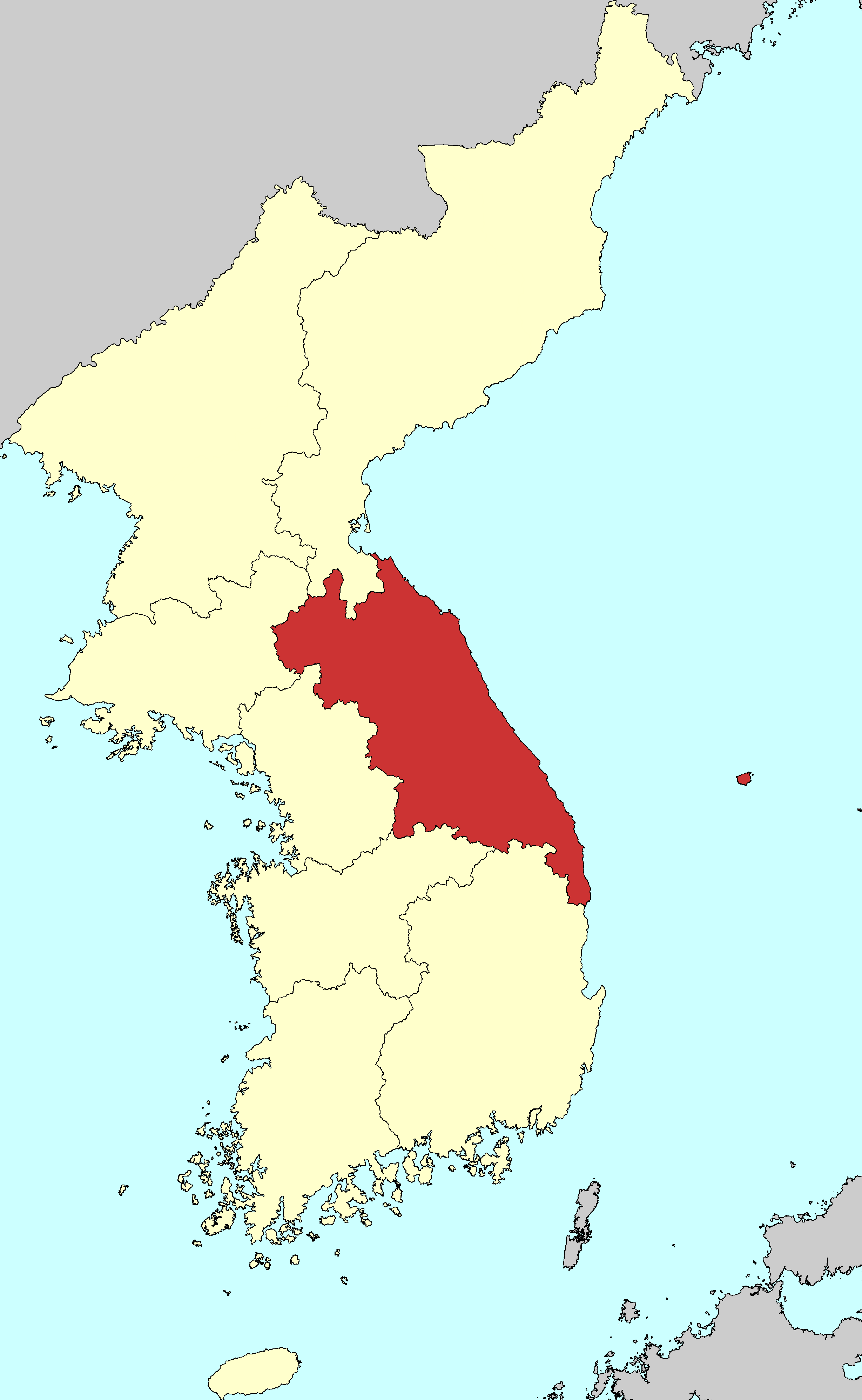
Localizzazione del Gangwon.

Il Gangwon, stretto tra il Mare Orientale e i Monti Taebaek, ha una cucina poco raffinata i cui ingredienti principali sono patate, mais, ravanelli, grano saraceno, ghiande e frutti di mare. Il riso scarseggia in quanto la coltivazione in campi asciutti è più diffusa.

Nelle aree montagnose esistono molti piatti preparati con un unico ingrediente, mentre vicino alla costa si aggiungono acciughe e vongole come condimenti. I frutti di mare sono spesso essiccati o conservati sotto sale, mentre le patate vengono cotte al vapore oppure lasciate a fermentare per produrre l'amido, usato poi come farina in molte preparazioni. Tra i piatti rappresentativi ci sono memilmakguksu (noodle di grano saraceno), patguksu (noodle di fagioli rossi) e gamjasujebi (pasta di patate). I contorni fanno spesso uso di erbe spontanee e di pesce, come murojineobulgogi (calamari alla griglia), ojingeosundae (insaccato di calamari) e miyeokssam (involtino di alghe); specialità estiva sono invece le olchaengimuk (gelatine di amido di mais a forma di girino). I tteok (gnocchi di riso) vengono generalmente preparati mescolando la farina di riso ad altri cereali, e i più diffusi sono sirutteok, songpyeon e gyeongdan con le patate. Nelle grandi occasioni si servono invece jeolpyeon (gnocchi di riso non glutinoso) e injeolmi (gnocchi spolverizzati con cereali in polvere).

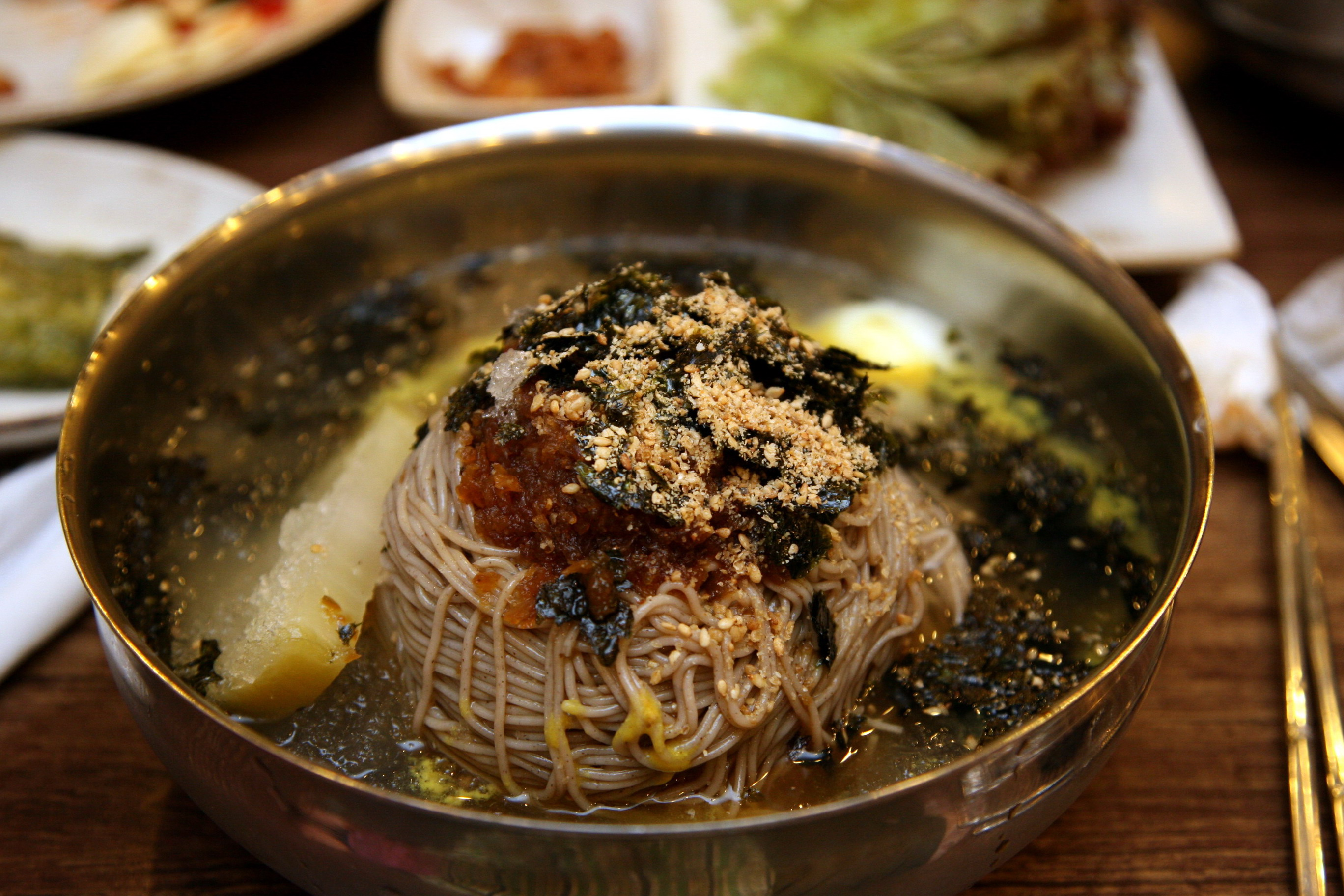
Makguksu, noodle freddi di grano saraceno
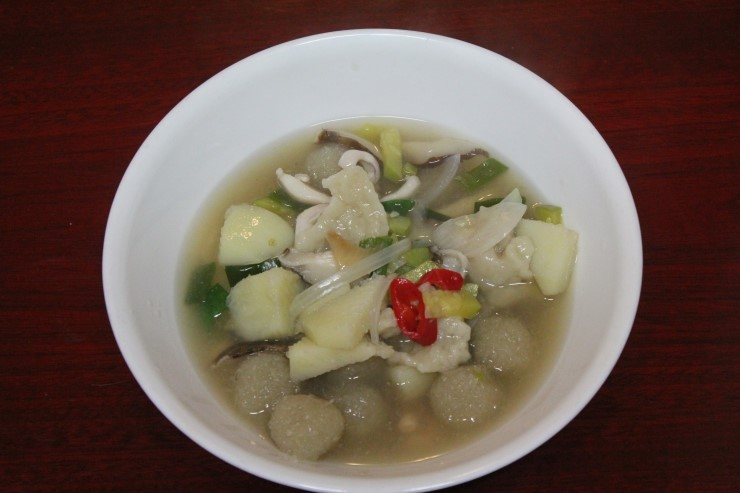
Gamjaongsimi (sujebi), pasta di patate
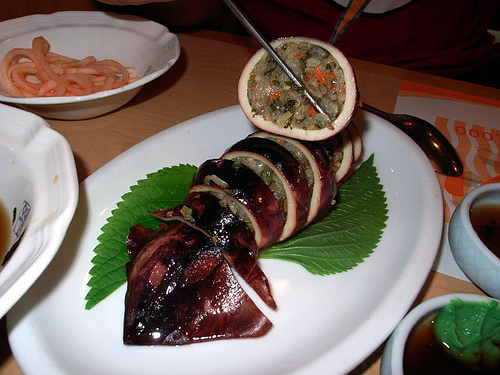
Ojingeosundae, insaccato di calamari
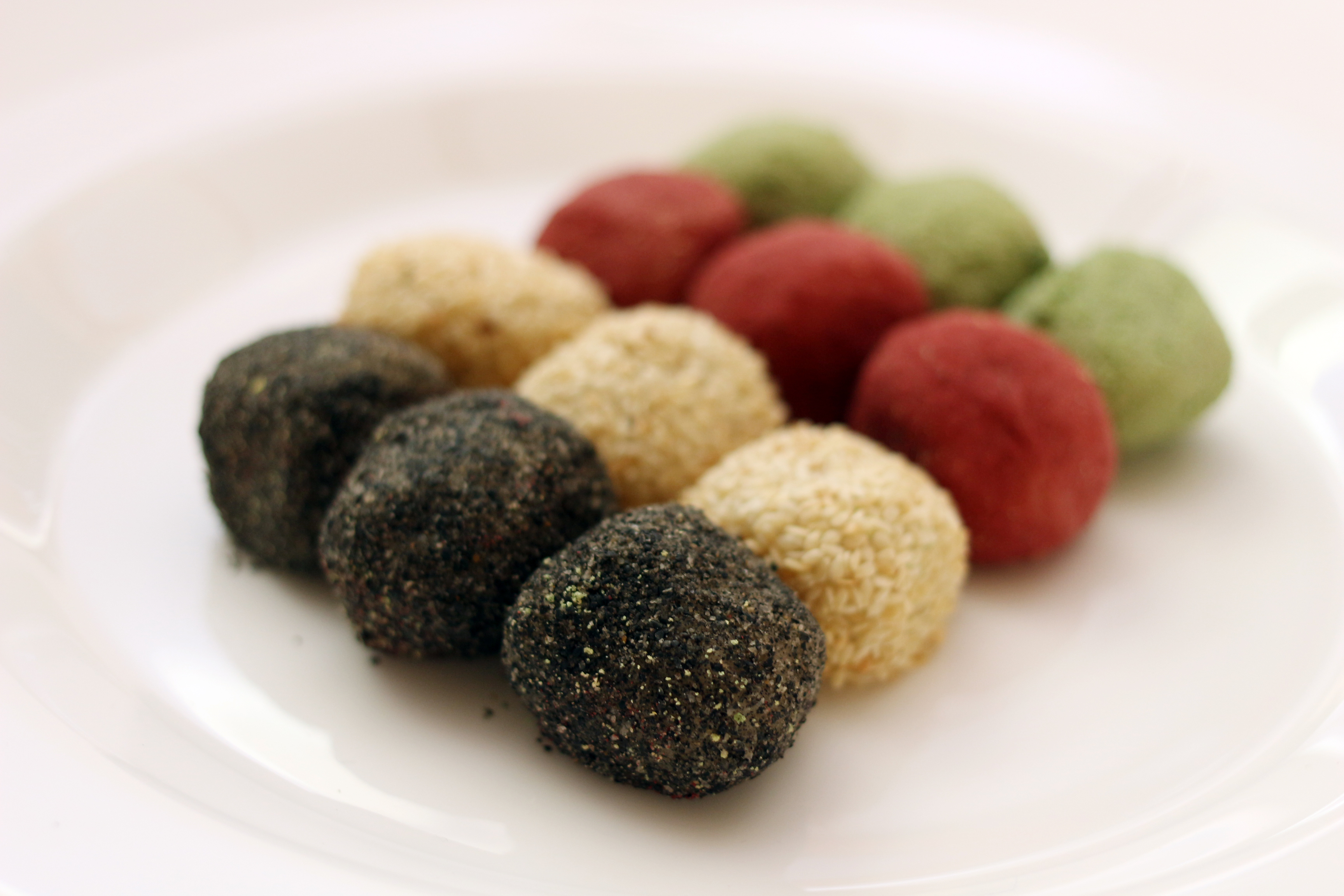
Gyeongdan, palline di farina di riso
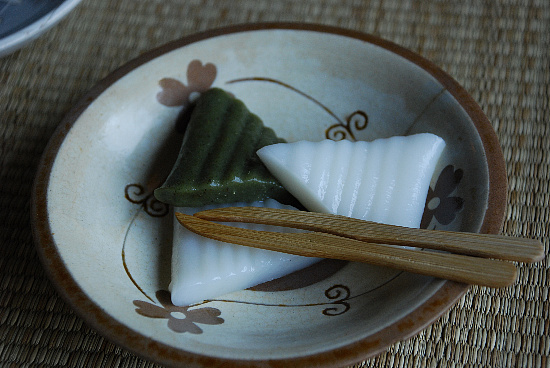
Jeolpyeon, gnocchi di riso non glutinoso

### Gyeonggi

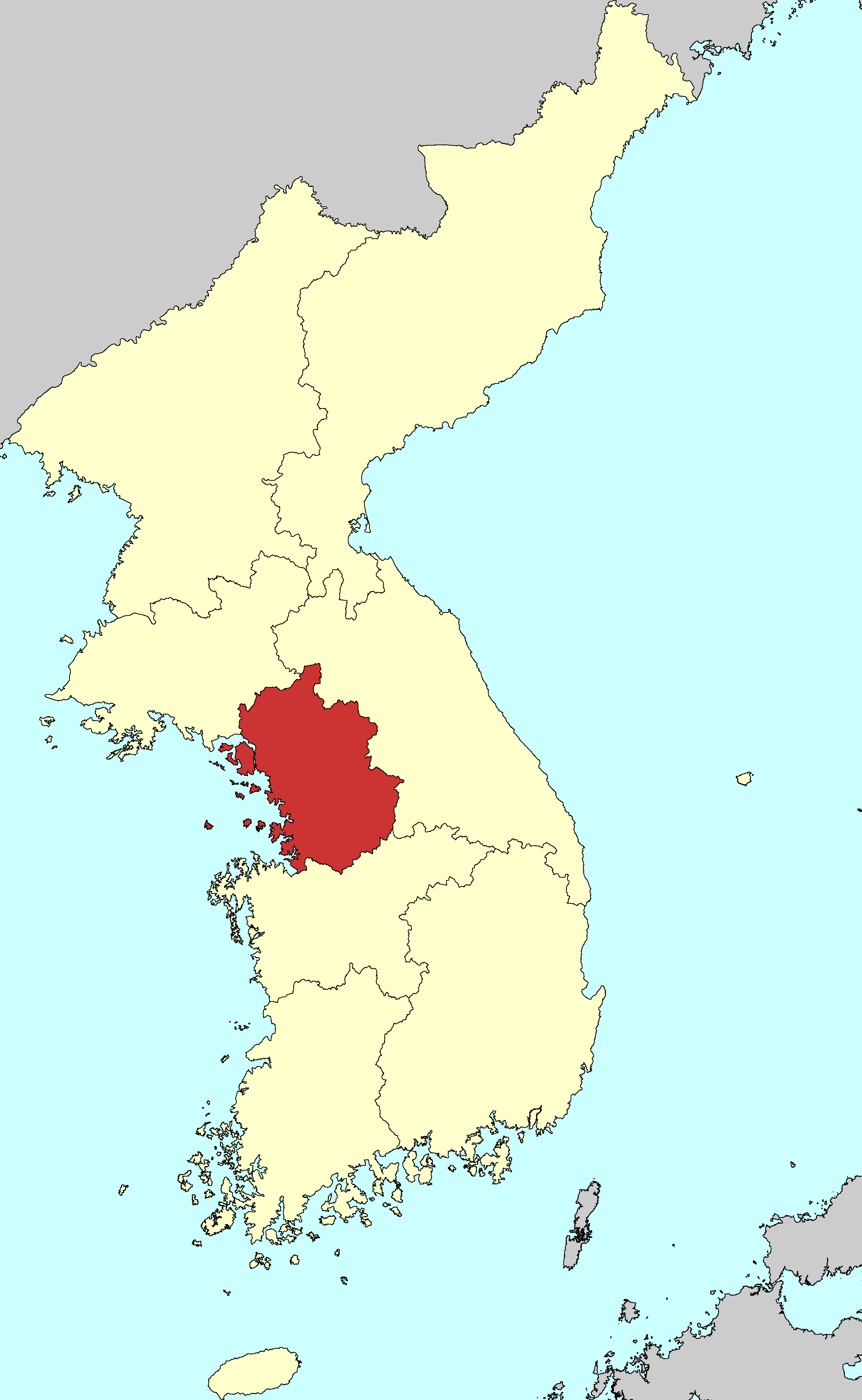
Localizzazione del Gyeonggi.

Nel Gyeonggi si ottengono verdure di montagna dalle catene che circondano Seul, mentre pesce e frutti di mare vengono pescati dal vicino Mar Giallo. La cucina è ricca di jeotgal (frutti di mare salati e fermentati): tra essi, jogijeot (di scienide) e saeujeot (di gamberetti) sono spesso usati come ingredienti nel kimchi. Il clima è relativamente mite e permette di coltivare diversi cereali, che sono protagonisti di molti piatti, quali ogokbap (cinque cereali al vapore) e chalbap (riso glutinoso al vapore). Il cibo è generalmente semplice, con sapori e condimenti moderati, tranne che nelle cucine di Kaesong e Seul, più sofisticate. Le spezie vengono usate con moderazione.
Tra i piatti rappresentativi ci sono sujebi (zuppa di pasta) e beombeok (porridge di cereali denso). Le zuppe di noodle come jemul guksu (noodle in zuppa di pasta di soia) e memilkal ssakdugi (zuppa di noodle tagliati al coltello) hanno un brodo denso, un sapore forte e una consistenza morbida in contrasto con i naengmyeon del nord, preparati in un brodo limpido di dongchimi. La zona di Kaeseong è nota per la joraengi, una zuppa di gnocchi di riso a forma di bruco, e i yakgwa, un biscotto fritto ricoperto di sciroppo di glucosio.

Poiché il Gyeonggi confina con il Gangwon, il Chungcheong e lo Hwanghae, ha molto in comune con le cucine di queste province vicine, compresi i sapori e le convenzioni di denominazione dei piatti. Ad esempio, la naengkongguk (zuppa di germogli di soia con ravioli) è una specialità locale tanto del Gyeonggi quanto del Chungcheong e dello Hwanghae.

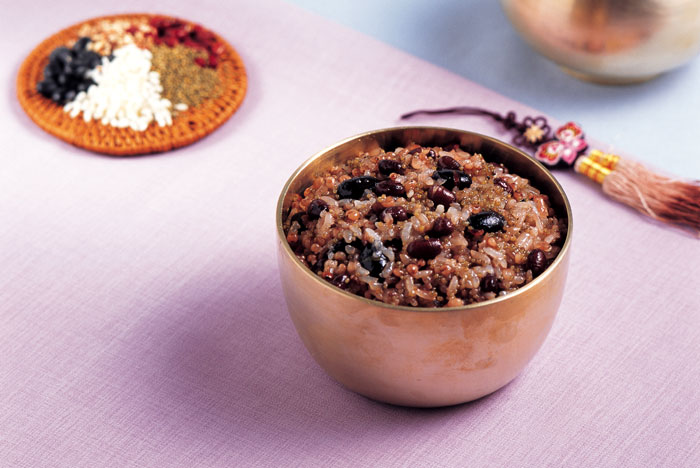
Ogokbap, cinque cereali al vapore
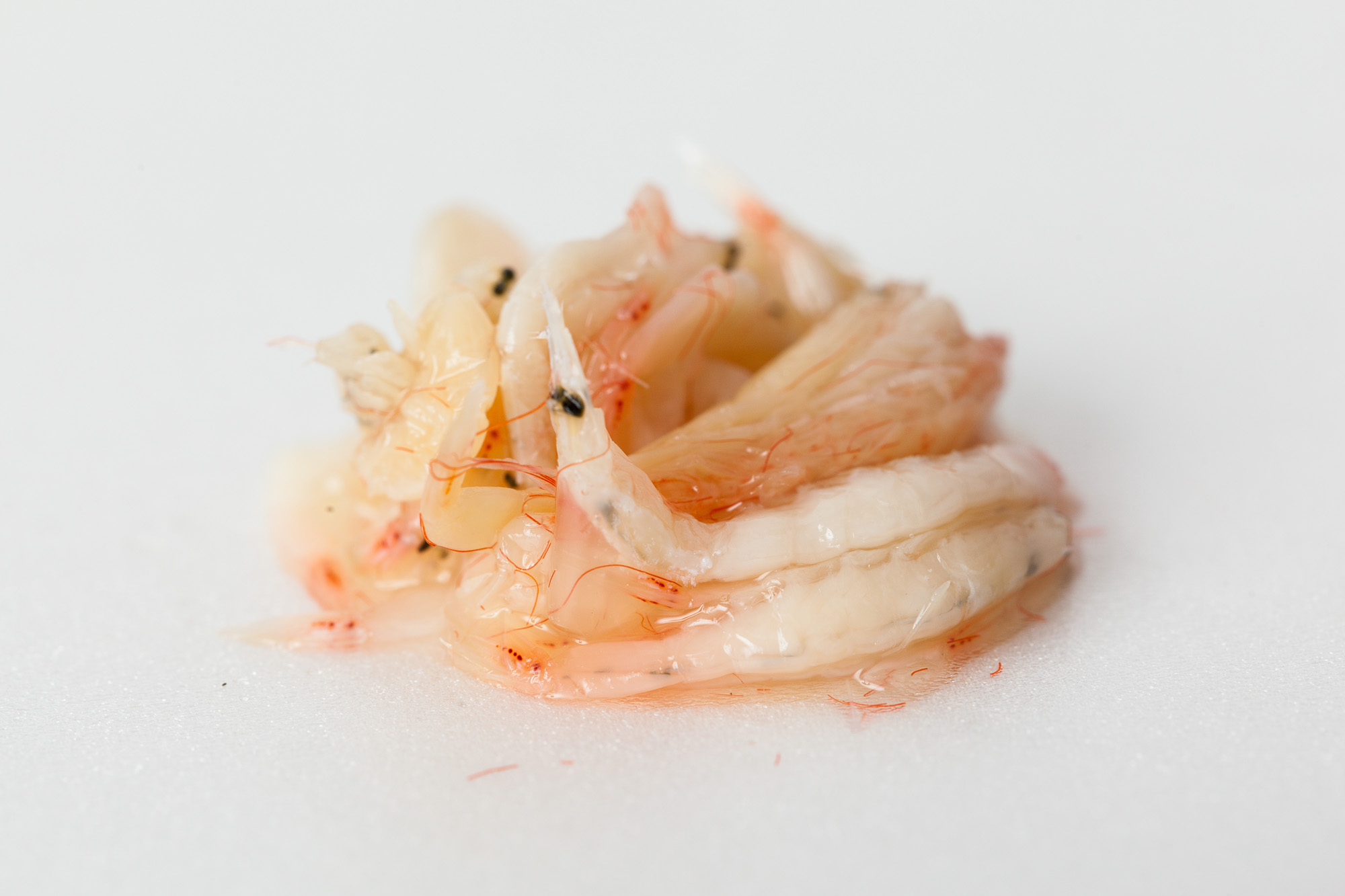
Saeujeot, gamberetti fermentati
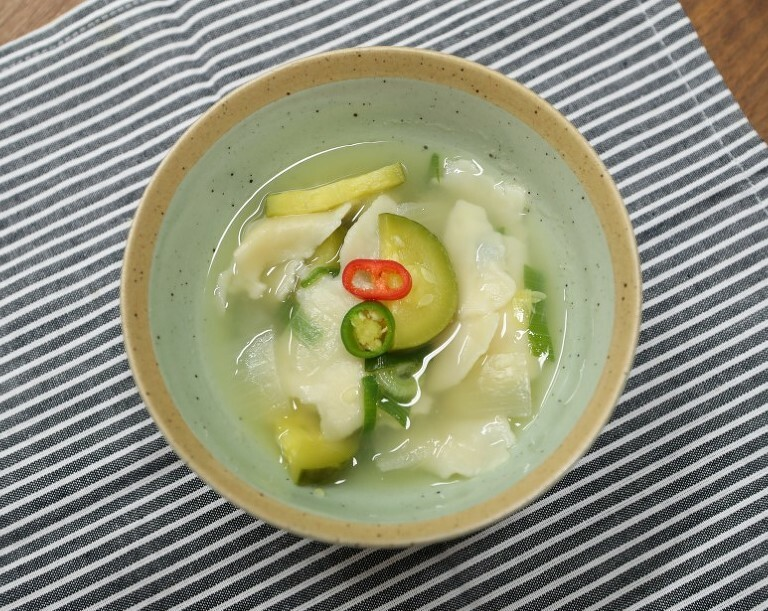
Sujebi, zuppa di pasta
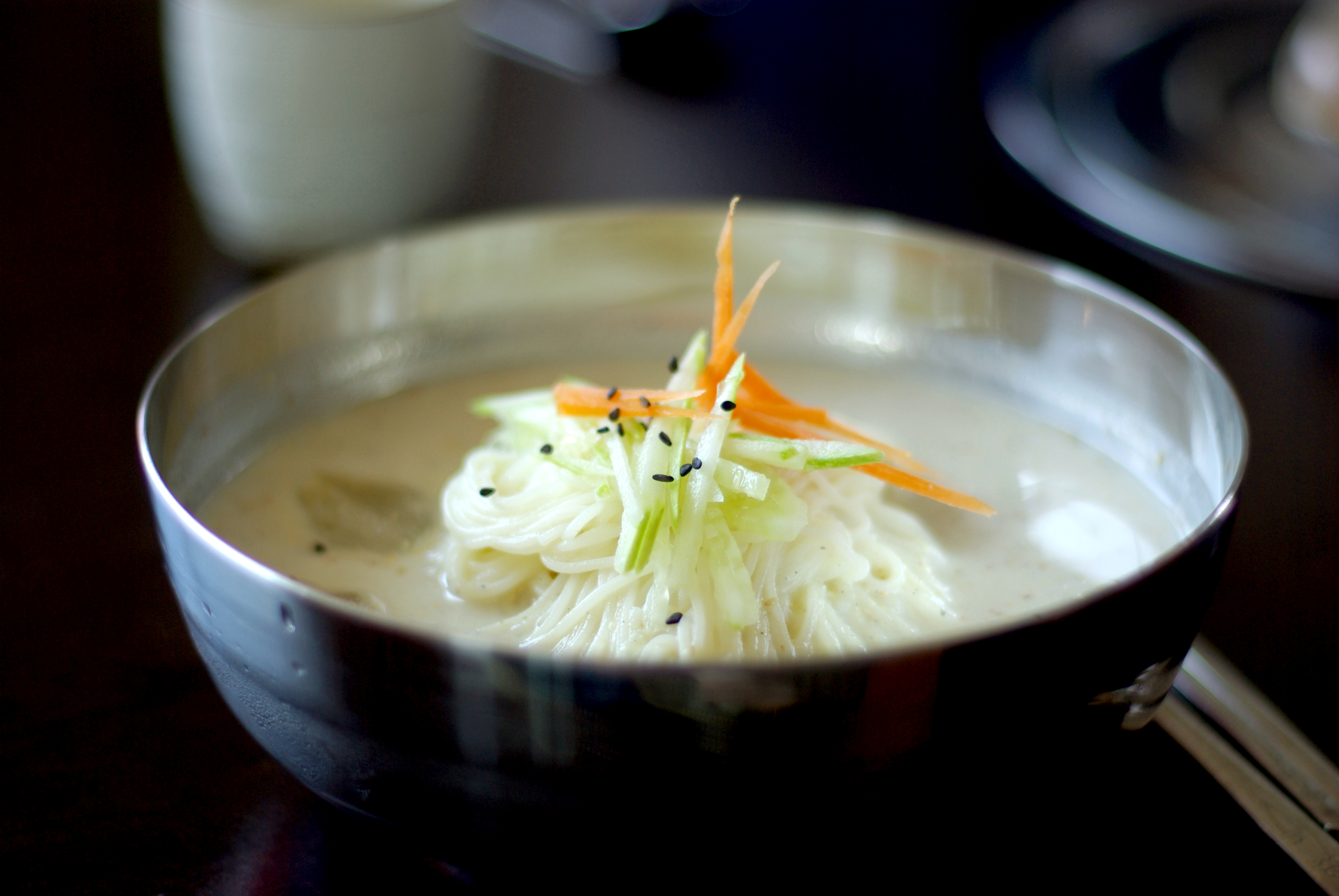
Kongguksu, zuppa fredda di germogli di soia
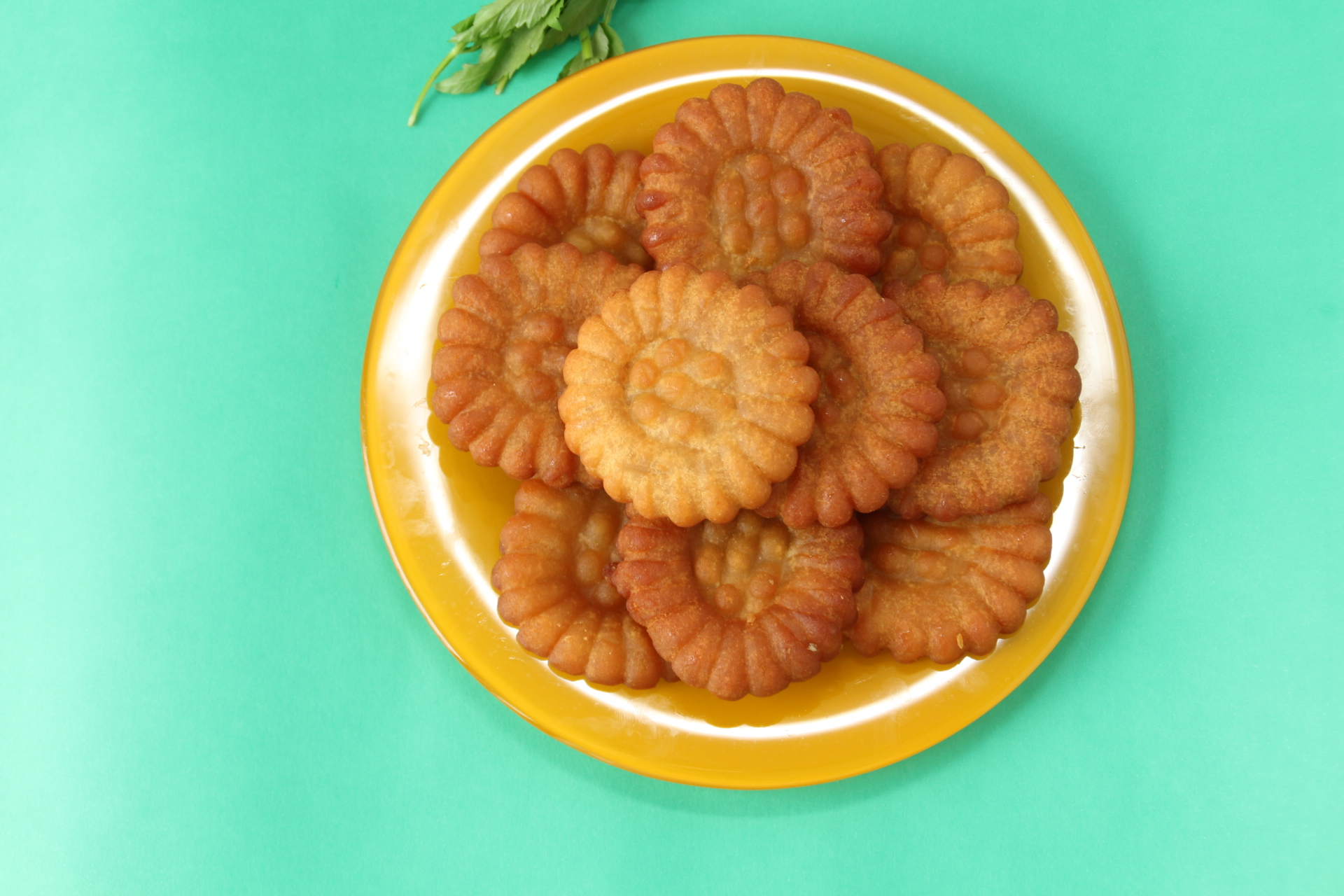
Yakgwa, biscotti fritti

#### Seul
Seul era la capitale del regno di Joseon e la cucina di corte aveva molta influenza su quella dei nobili e del ceto medio: pertanto, il cibo era stravagante, impiattato in modo da essere visivamente attraente e preparato secondo regole rigorose a causa dell'influenza del Confucianesimo. Sebbene le porzioni fossero piccole, i pasti comprendevano molti piatti diversi, conditi in abbondanza ma non eccessivamente piccanti.
Tra i piatti principali figurano seolleongtang (zuppa di manzo con riso), janggukbap (zuppa con riso), heukimjajuk (porridge di sesamo nero) e saengchi mandu (ravioli ripieni di carne di fagiano), mentre tra gli stufati rappresentativi ci sono sinseollo (zuppa di carne, pesce e verdure), gaksaek jeongol (casseruola preparata con vari ingredienti), yukgaejang (zuppa di manzo piccante con riso), gujeolpan (piatto di nove specialità) e gannap (frittelle di fegato di manzo). Di questi, sinseollo e gujeolpan sono i piatti che più esemplificano la sofisticatezza della cucina di Seul. I contorni sono di varie tipologie e includono pesce secco salato e verdure in salamoia.

Sotto la dinastia Joseon, i villaggi di Bukchon e Namchon a Seul erano chiamati "Namju Byukbyeong", che letteralmente significa "Namchon per le bevande alcoliche, Bukchon per i tteok" (gnocchi di riso), perché i tteok venivano preparati in molte occasioni. I dolci tipici sono yakgwa (biscotti fritti), maejapgwa (biscotti allo zenzero a forma di fiocco) e yeotgangjeong (barrette di frutta secca), mentre le bevande includono diversi tipi di hwachae (punch) di frutta e fiori.

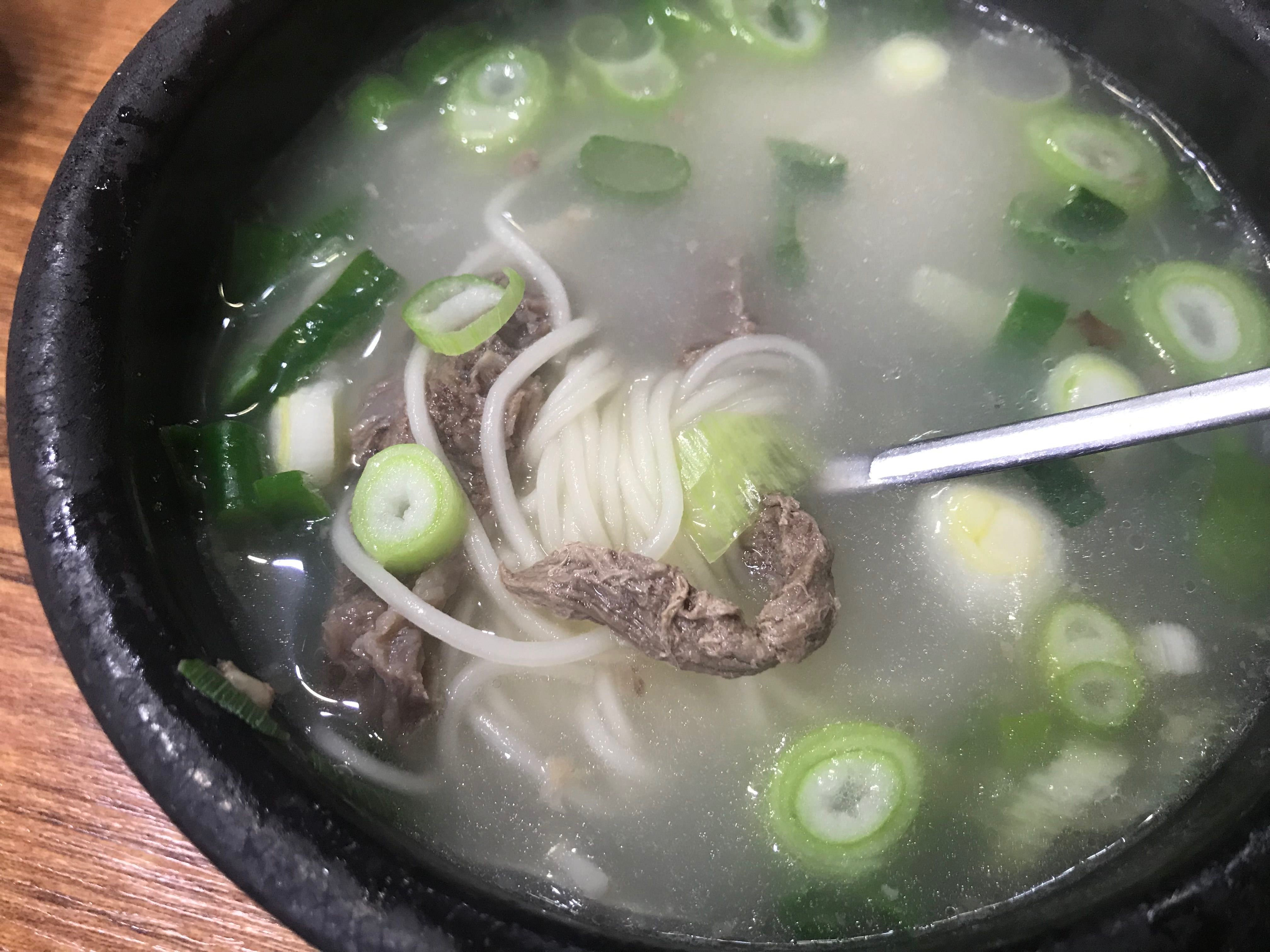
Seolleongtang, zuppa di manzo e riso
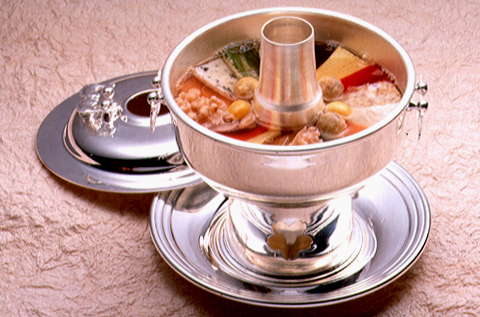
Sinseollo, zuppa di carne, pesce e verdure
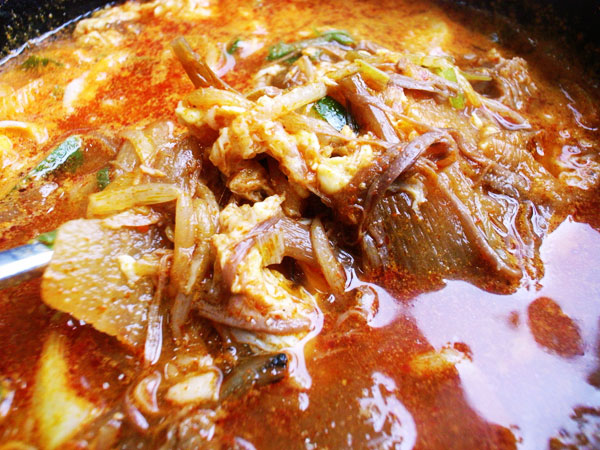
Yukgaejang, zuppa di manzo piccante con riso
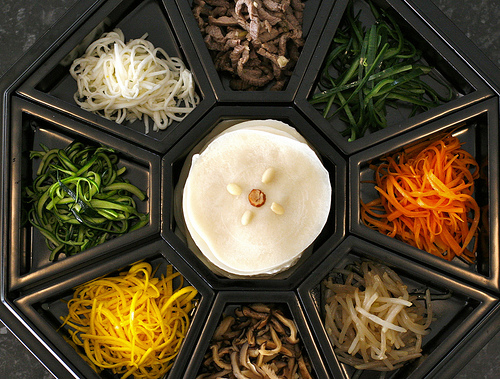
Gujeolpan, nove specialità
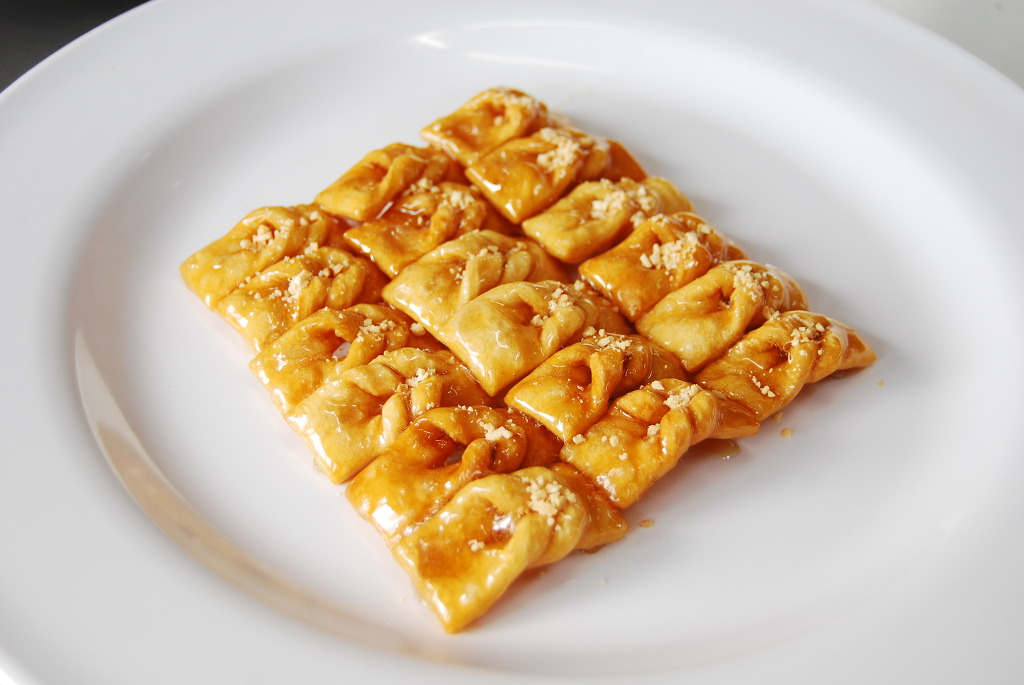
Maejapgwa, biscotti allo zenzero
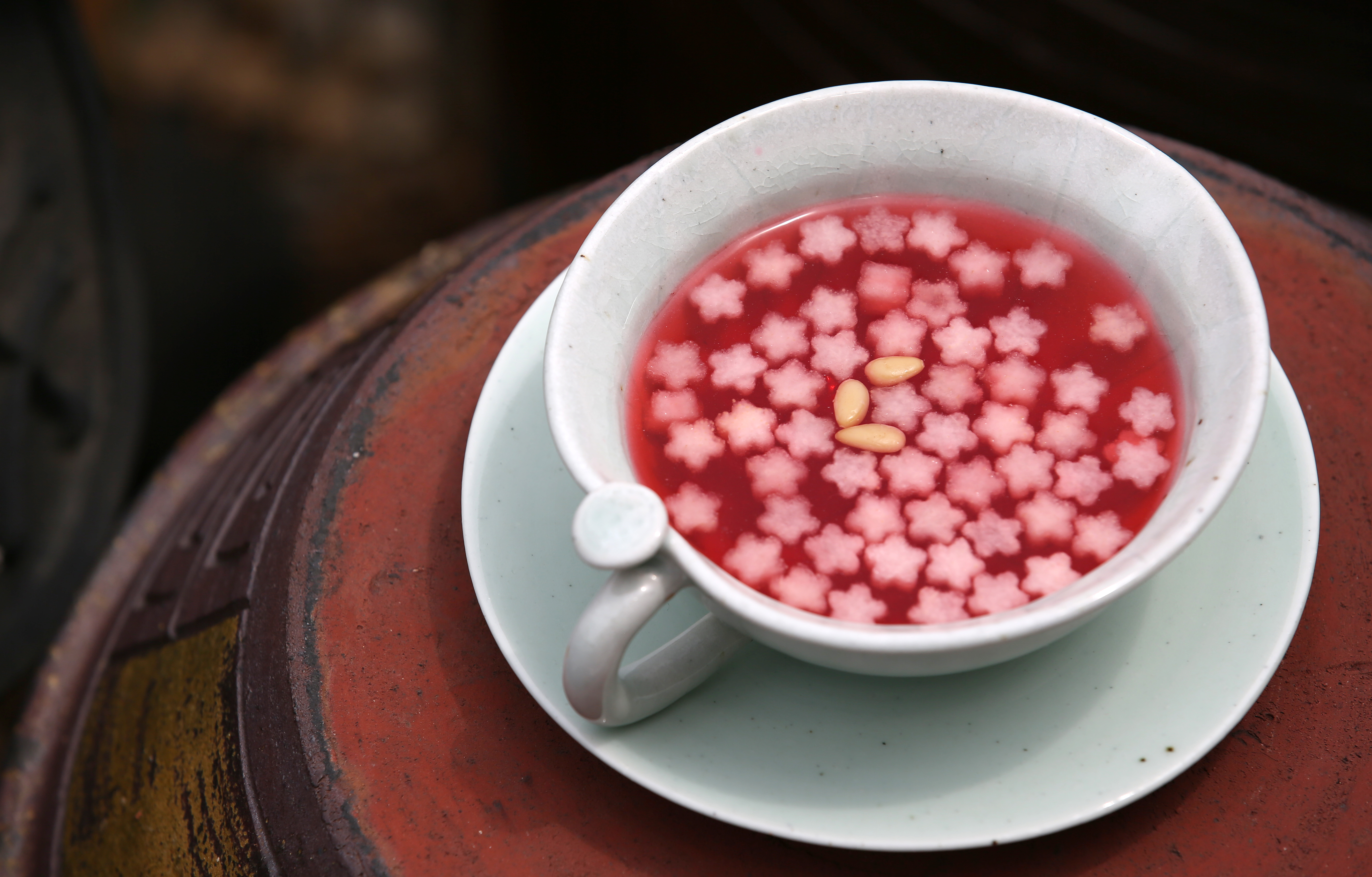
Omija hwachae, punch di Schisandra chinensis

### Chungcheong

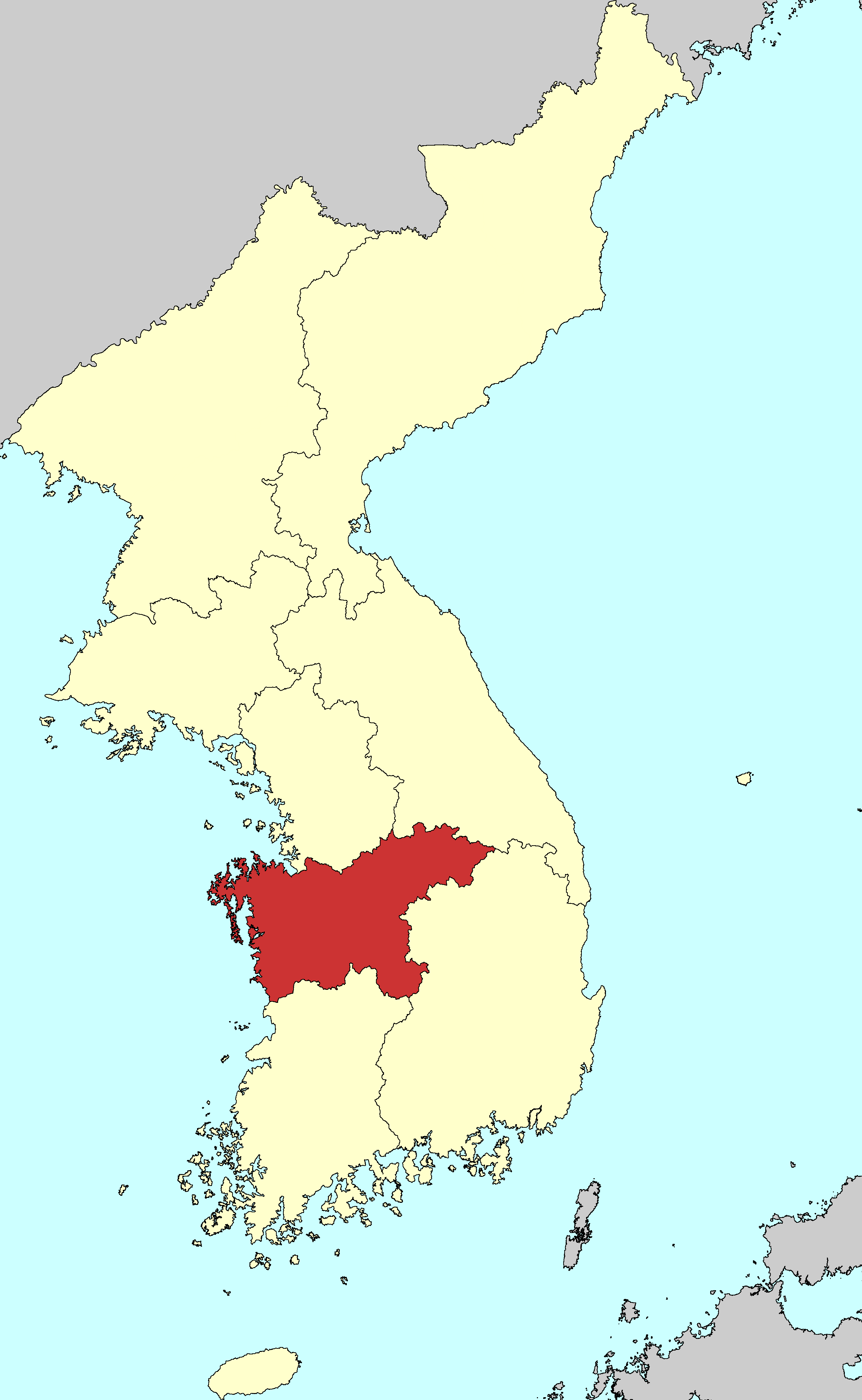
Localizzazione del Chungcheong.

Il Chungcheong si estende in profondità all'interno della penisola coreana, ma nonostante le condizioni geografiche diverse tra il Chungcheong Settentrionale che non ha sbocco sul mare e il Chungcheong Meridionale che affaccia sul Mar Giallo, l'occupazione principale è l'agricoltura. La pianura di Yedang fornisce raccolti abbondanti di cereali, mentre il Mar Giallo ha buone zone di pesca. Durante il periodo dei Tre regni di Corea (57 a.C.- 668), il Chungcheong era il cuore del regno di Baekje e l'alimento principale era il riso, al contrario dei regni di Silla e Goguryeo, dove prevalevano rispettivamente orzo e miglio. Nell'antichità il pesce fresco scarseggiava sulle montagne, pertanto si consumava prevalentemente essiccato o sotto sale; erano invece molti i piatti che usavano erbe selvatiche e funghi, facilmente reperibili nella zona. Il cibo è semplice e i condimenti sono usati con parsimonia: quello prevalente è la doenjang (pasta di soia fermentata), che è l'ingrediente principale della cheonggukjang, una zuppa densa con tofu e kimchi.

I piatti rappresentativi sono kongnamulbap (riso con germogli di soia), boribap (riso e orzo al vapore), vari tipi di porridge con fagioli mungo (nokdujuk), zucca (hobakpuldaejuk) e orzo (borijuk), kalguksu (zuppa di tagliolini) e nabakkimchinaengmyeon (zuppa fredda di noodle con kimchi acquoso). Le zuppe vengono cucinate con pollo e piccoli pesci in estate e con frutti di mare (come le ostriche) in inverno. Un mollusco molto usato è l'olgaengi, la lumaca d'acqua dolce, che appare negli stufati oppure bollita e condita per essere servita con le bevande; l' eoriguljeot è invece un piatto di ostriche sotto sale condite con peperoncino in polvere, tipico di Seosan. Molti sono i tipi di tteok (gnocchi di riso), come i susupatteok (con fagioli rossi e sorgo) e i gamjatteok (con le patate).

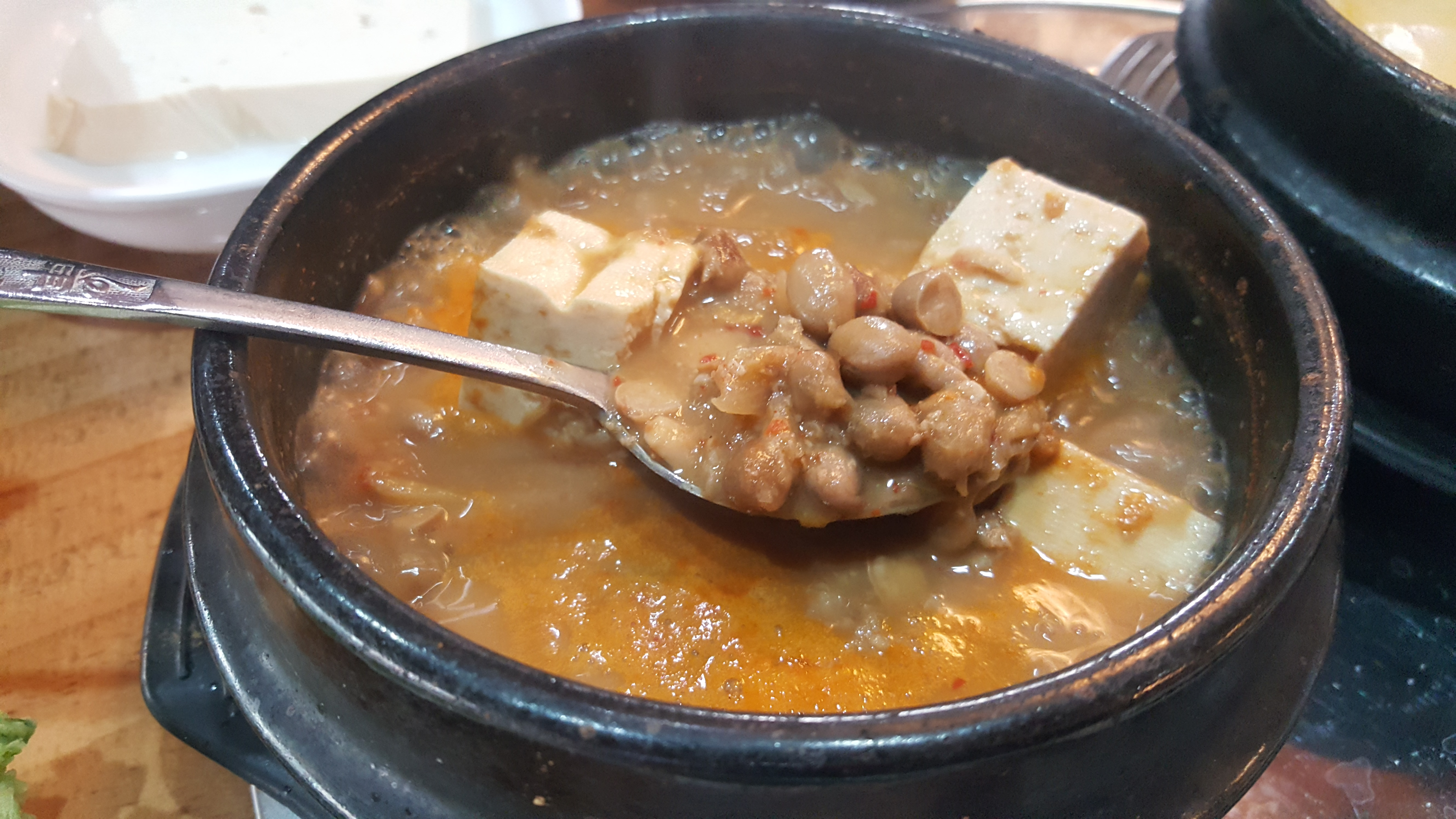
Cheonggukjang jjigae, zuppa di pasta di soia, tofu e kimchi
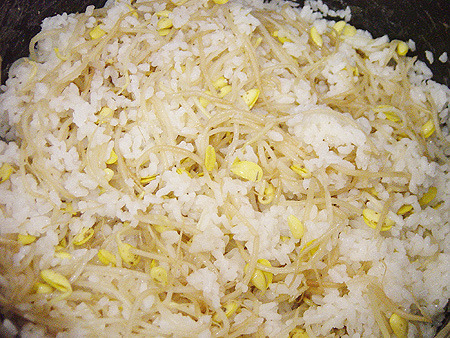
Kongnamulbap, riso con germogli di soia
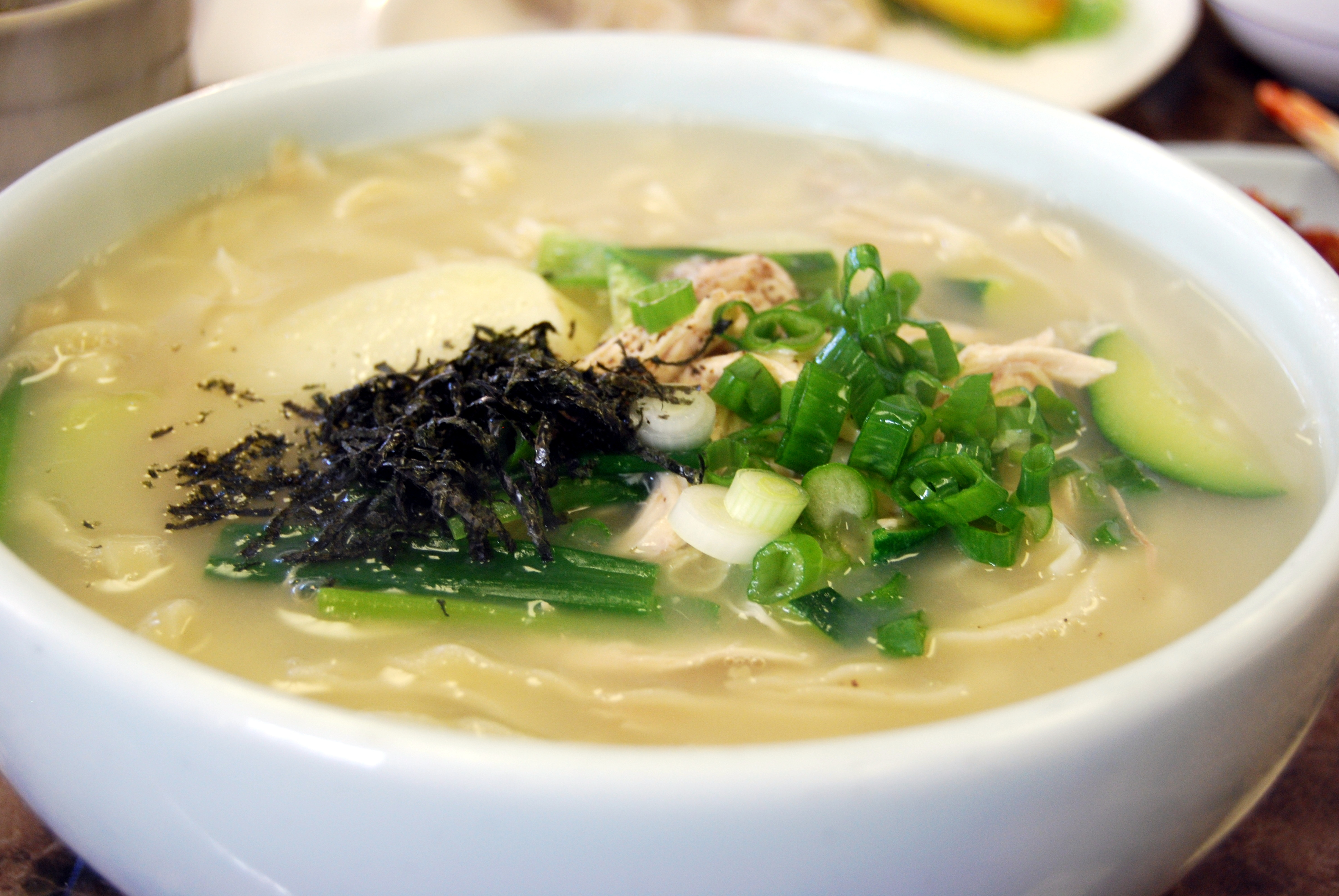
Kalguksu, zuppa di tagliolini
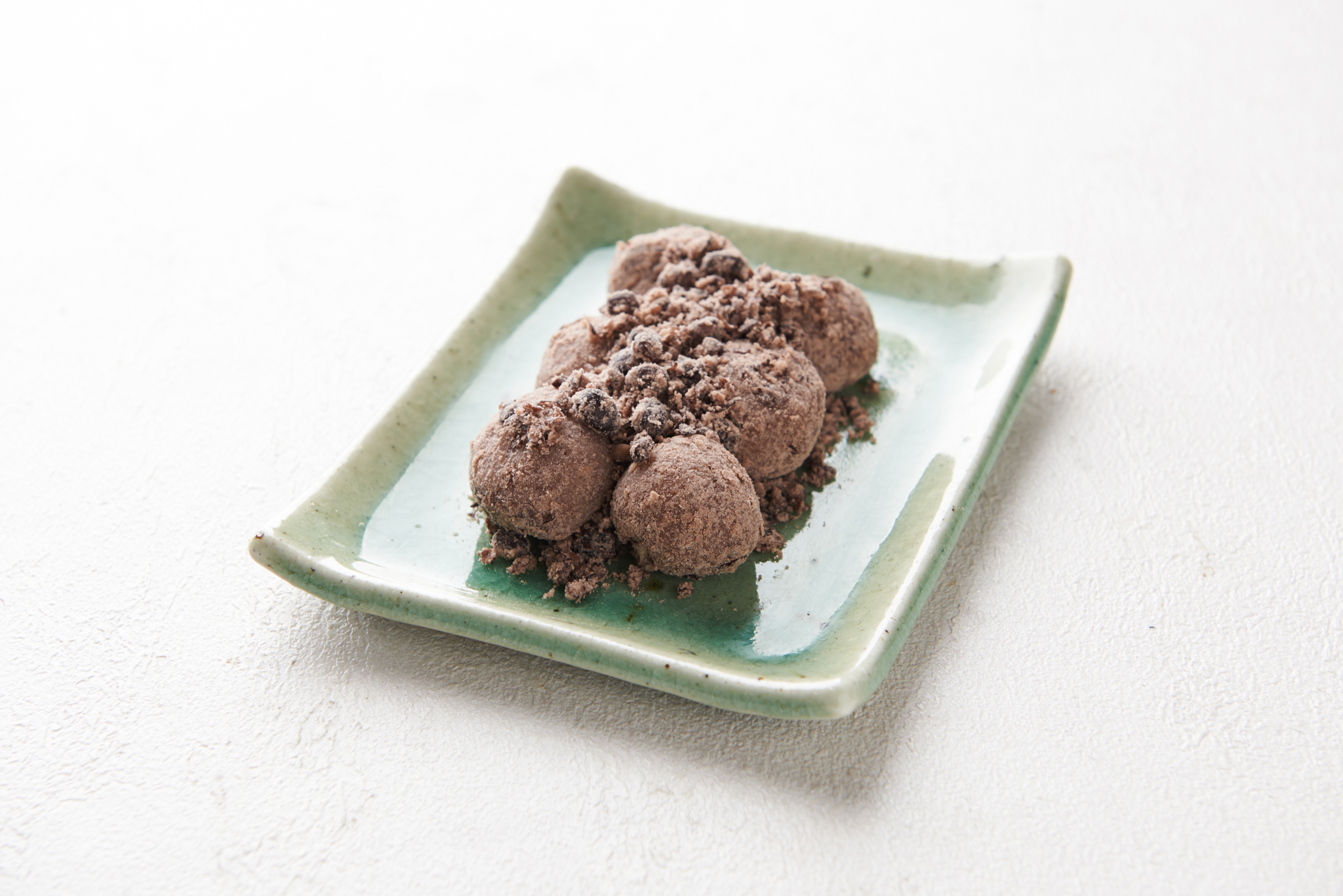
Susupatteok, gnocchi di fagioli rossi e sorgo
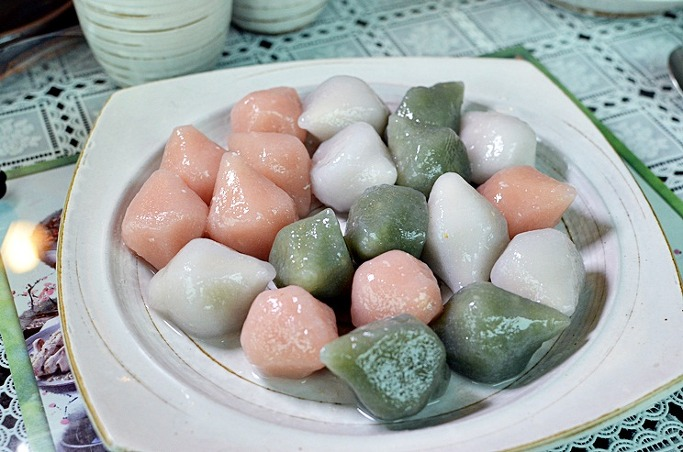
Gamjatteok, gnocchi di patate

## Corea meridionale

### Jeolla

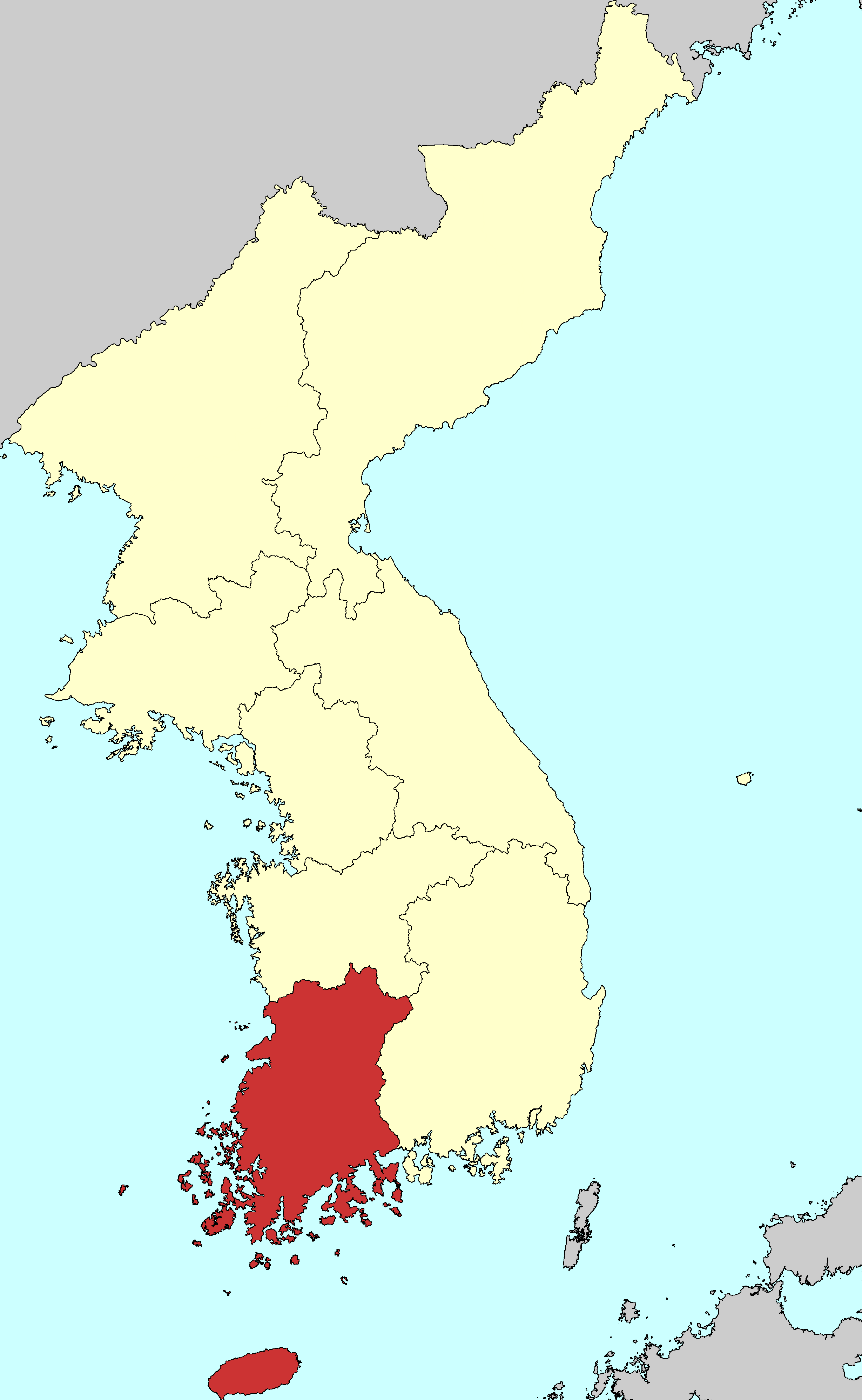
Localizzazione del Jeolla.

La cucina del Jeolla ha uno stile ricco e sontuoso, tramandato dagli yangban, la classe nobile della dinastia Joseon. Grazie alla presenza della fertile pianura di Honam e all'affaccio sul Mar Giallo a ovest e sul Mar Cinese Orientale a est, il riso, il pesce e i frutti di mare sono abbondanti. A causa del clima caldo, il jeotgal (frutti di mare sotto sale) è molto salato, così come il kimchi, ricco altresì di peperoncino in polvere ma privo del liquido di conservazione, in contrasto con quello preparato nella Corea settentrionale.

I piatti rappresentativi sono Jeonju bibimbap (riso misto di Jeonju) e kongnamulgukbap (zuppa di riso e germogli di soia), conosciuti a livello nazionale; sono affiancati da porridge con vari ingredienti come polpo (pimuneojuk), sesamo (kkaejuk) e giuggiole (daechujuk). Come contorni vengono serviti, tra i tanti, chueotang (zuppa di pesce botia), yukhoe (carne cruda), gulkkakdugi (kimchi a cubetti con ostriche) e hongeohoe (razza cruda fermentata): quest'ultimo piatto è molto apprezzato e si ritrova frequentemente nei banchetti di celebrazioni importanti come matrimoni e sessantesimi compleanni. Grazie alla grande disponibilità di riso, si preparano molte varietà di tteok (gnocchi di riso) come i surichwitteok (con Synurus deltoides), mentre tra i dolci figurano gogumayeot (dolcetti con la patata dolce) e jeonggwa (frutta candita).

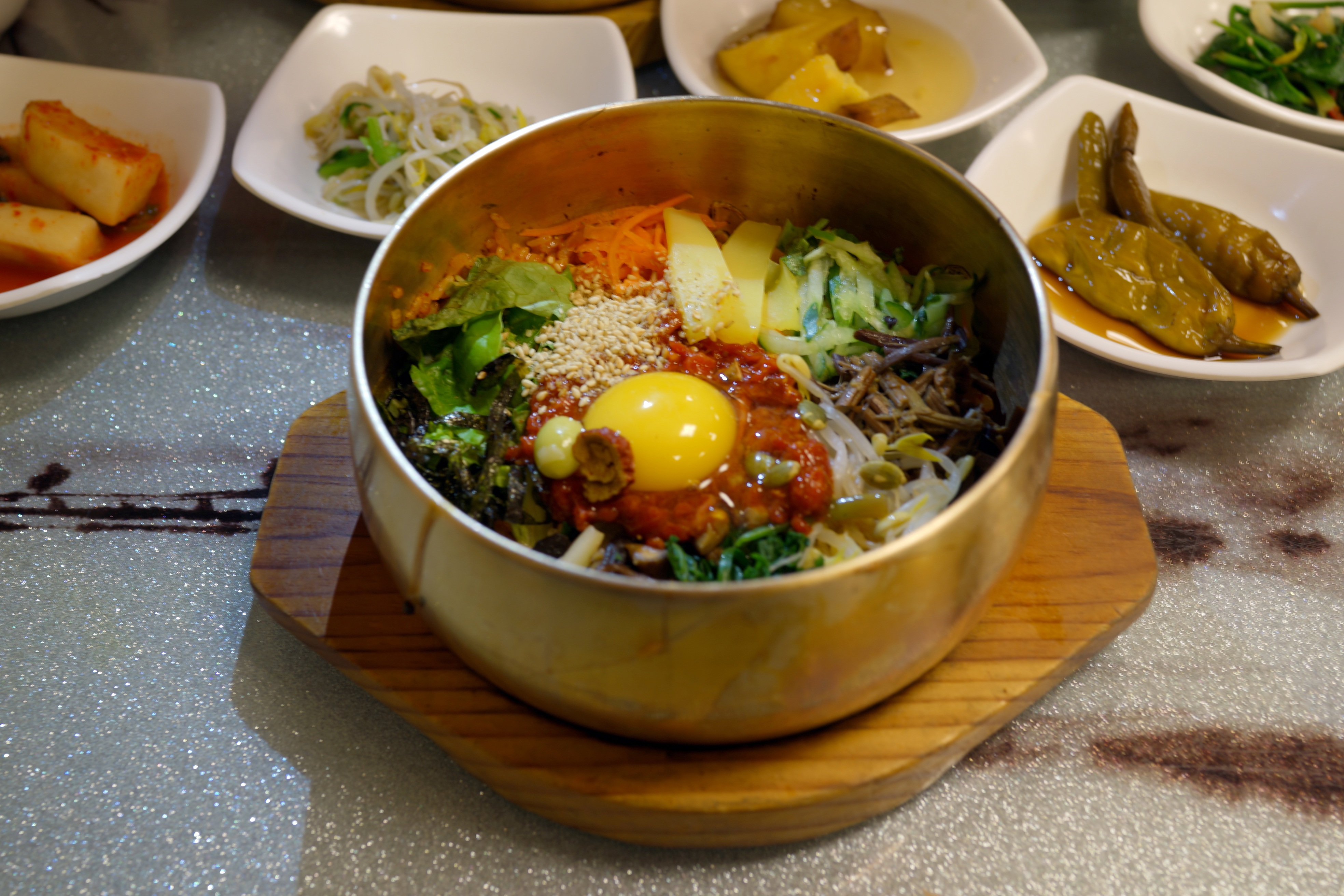
Jeonju bibimbap, riso misto di Jeonju
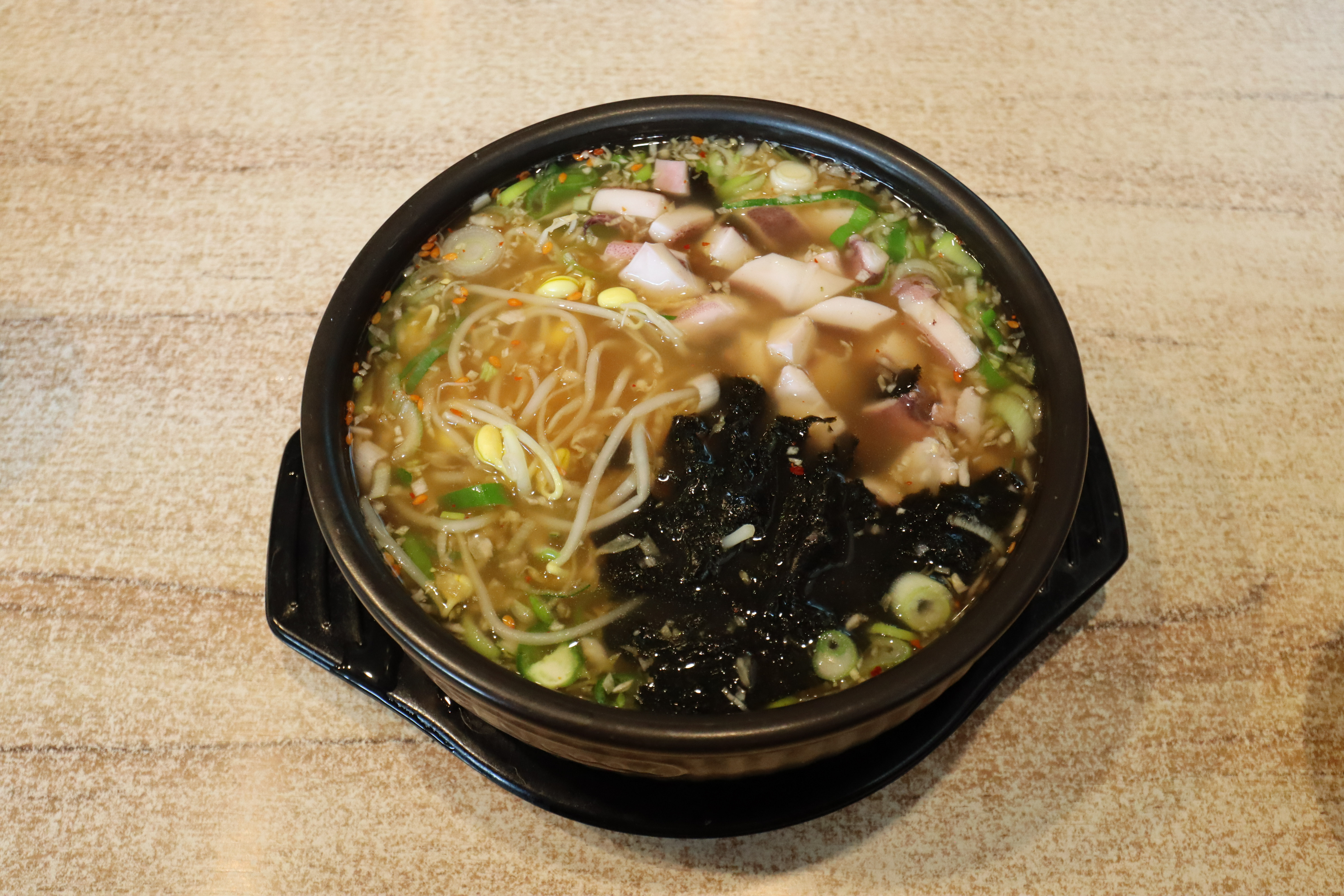
Kongnamul gukbap, zuppa di riso e germogli di soia
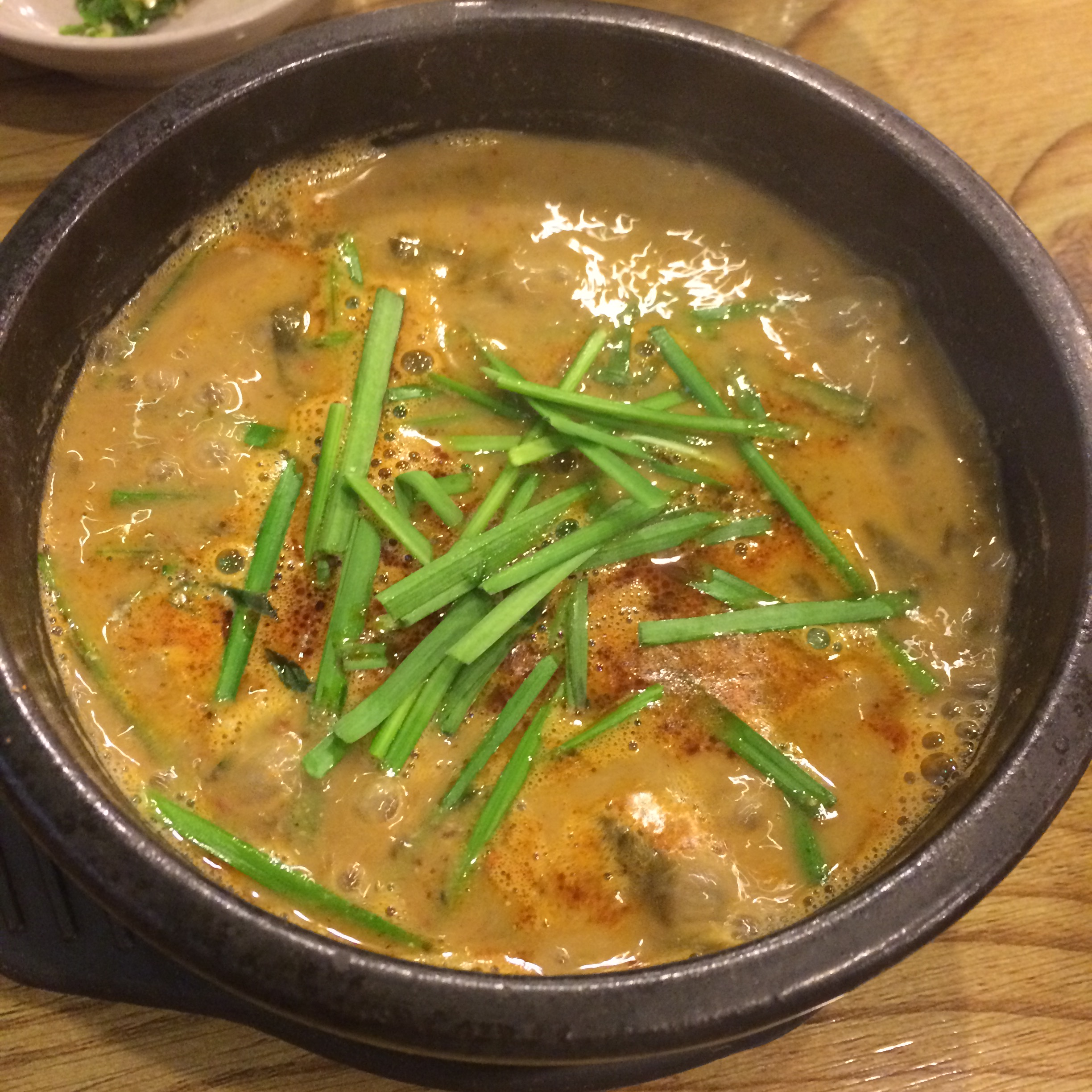
Chueotang, zuppa di pesce botia
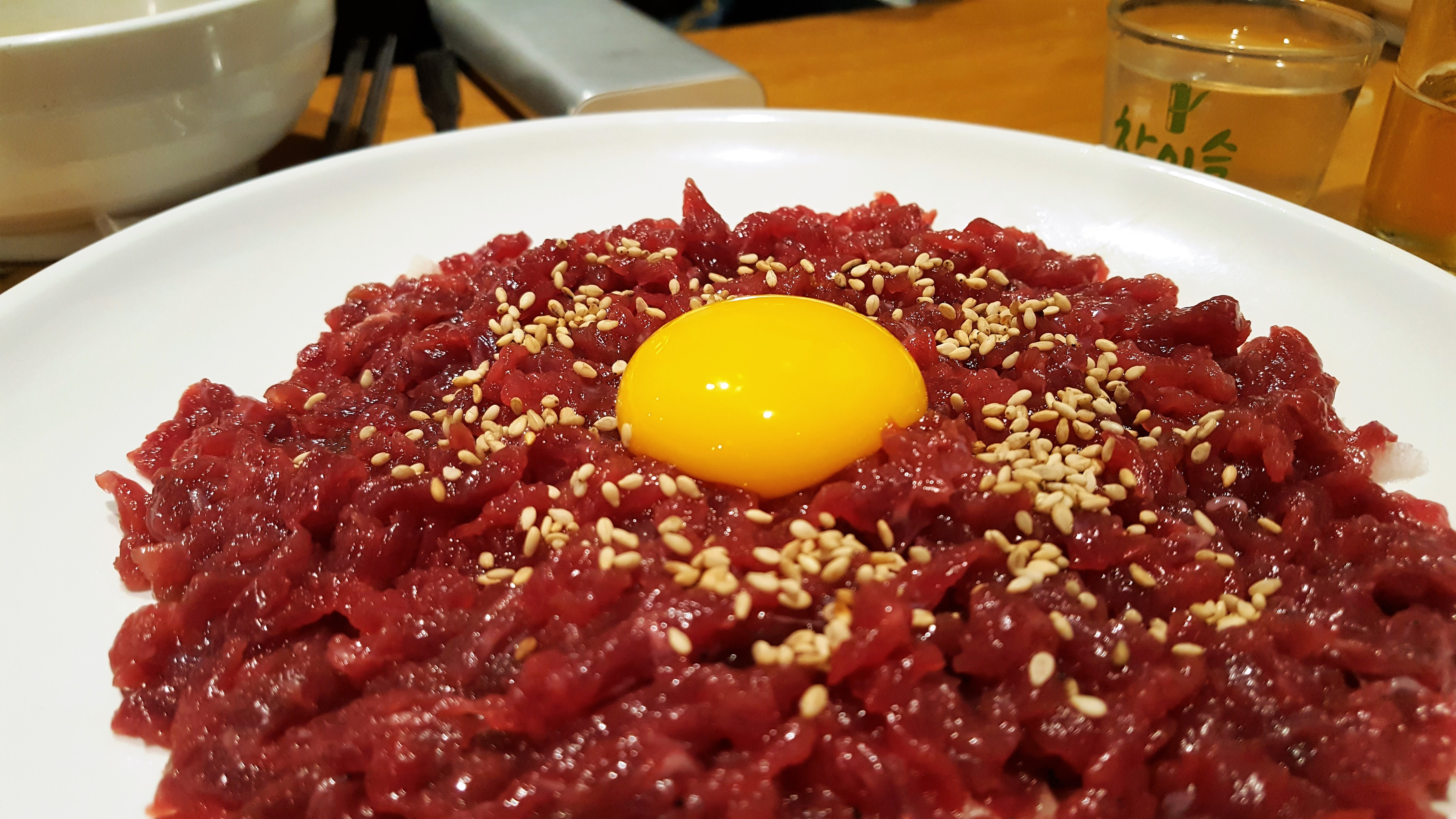
Yukhoe, carne cruda
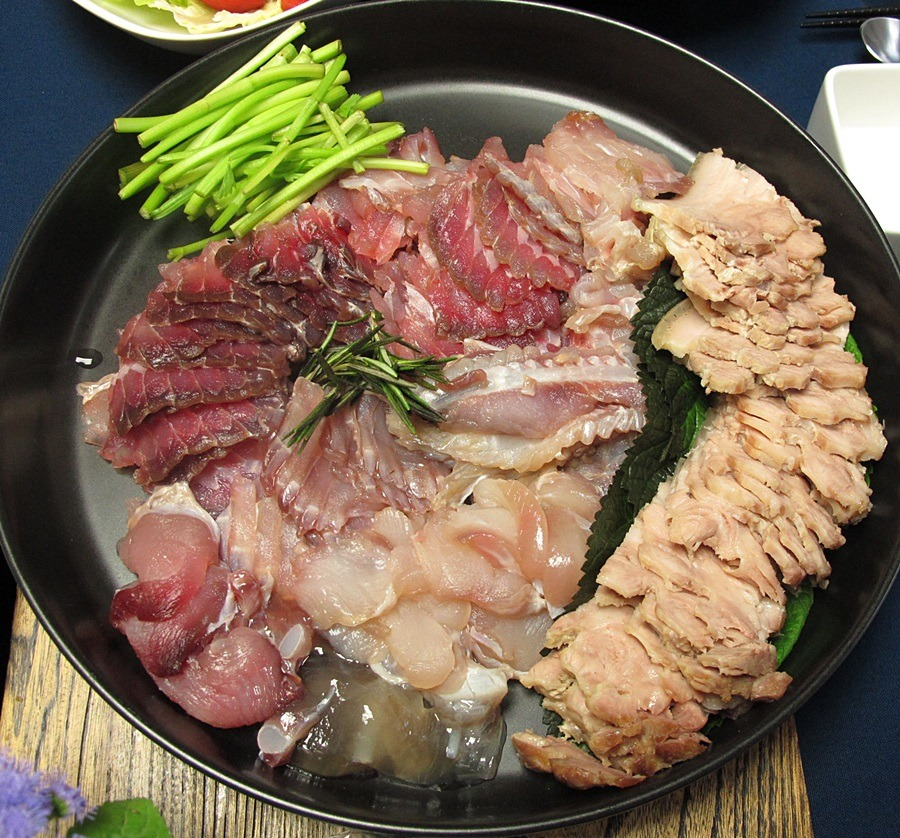
Hongeohoe, razza cruda fermentata
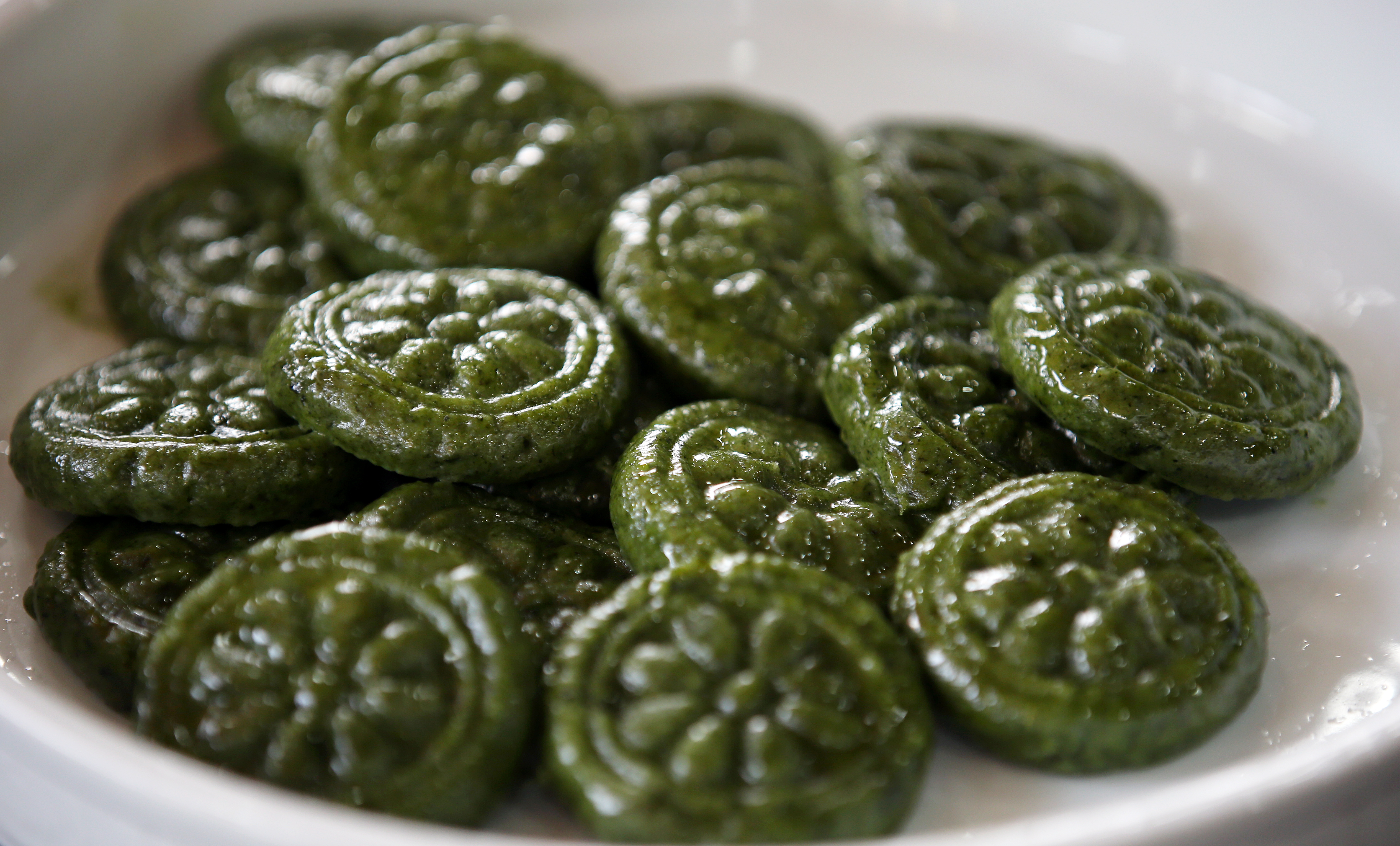
Surichwitteok, gnocchi di riso con Synurus deltoides

#### Jeju
La cucina dell'isola di Jeju, a sud del Jeolla, include poco riso perché la terra coltivabile è scarsa. I cereali principali sono il miglio, l'orzo, il grano saraceno, la soia, i fagioli rossi, i fagioli mungo e i semi di sesamo, mentre abbondano i campi di patate e patate dolci. Il cibo è tendenzialmente semplice e salato, e le carni più usate sono maiale e pollo. Il piatto rappresentativo è il jakgokbap, una ciotola di cereali misti al vapore; ad esso si affiancano kalguksu (zuppa di tagliolini), jeobaegi (pasta in brodo) e bingtteok (frittelle di grano saraceno arrotolata e riempita di ravanelli). Il pesce è molto usato nei contorni, che includono doenjang jjigae (stufato di pasta di soia), okdomgui (Malacanthidae alla griglia), dwaejigogigui (maiale alla griglia), gyeranjeon (frittelle di uova), jarihoe (Chromis notata crudo piccante), ojingeohoe (calamari crudi) e cheongmuk (gelatina di grano saraceno). Siccome il riso non è molto coltivato, anche i tipi di tteok (gnocchi di riso) sono pochi rispetto alle altre province e vengono preparati soltanto in occasione delle festività e dei riti ancestrali, solitamente con il grano saraceno, il miglio, l'orzo e le patate dolci.

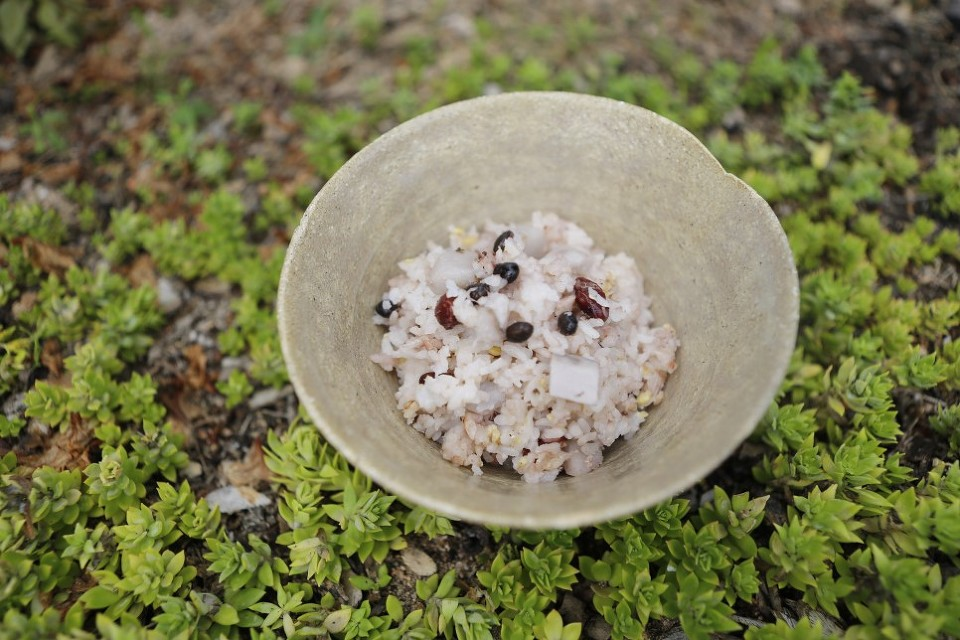
Japgokbap, cereali misti al vapore
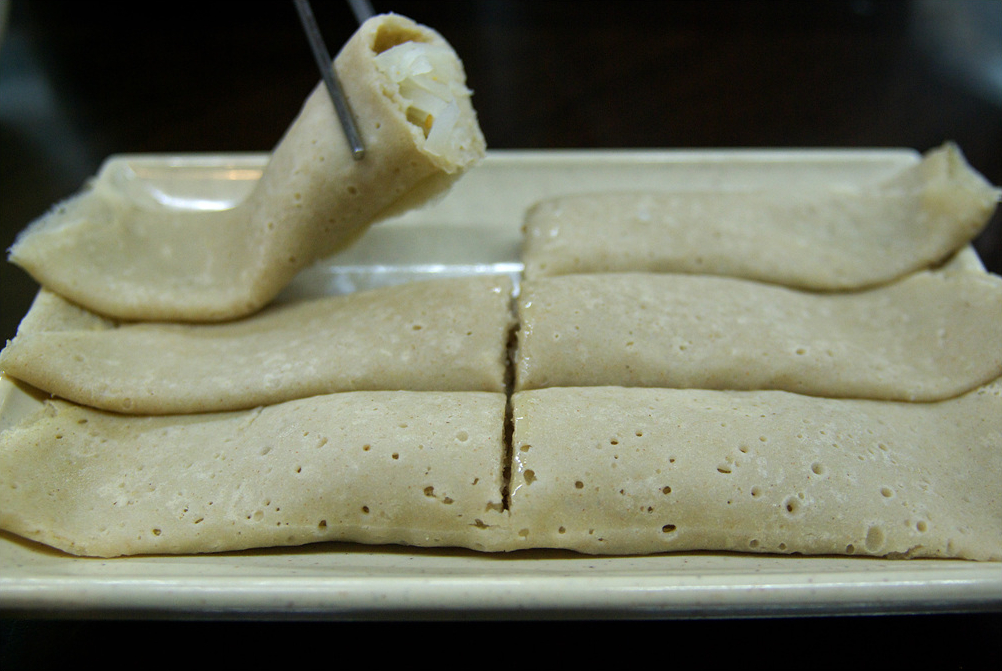
Bingtteok, frittella di grano saraceno ripiena
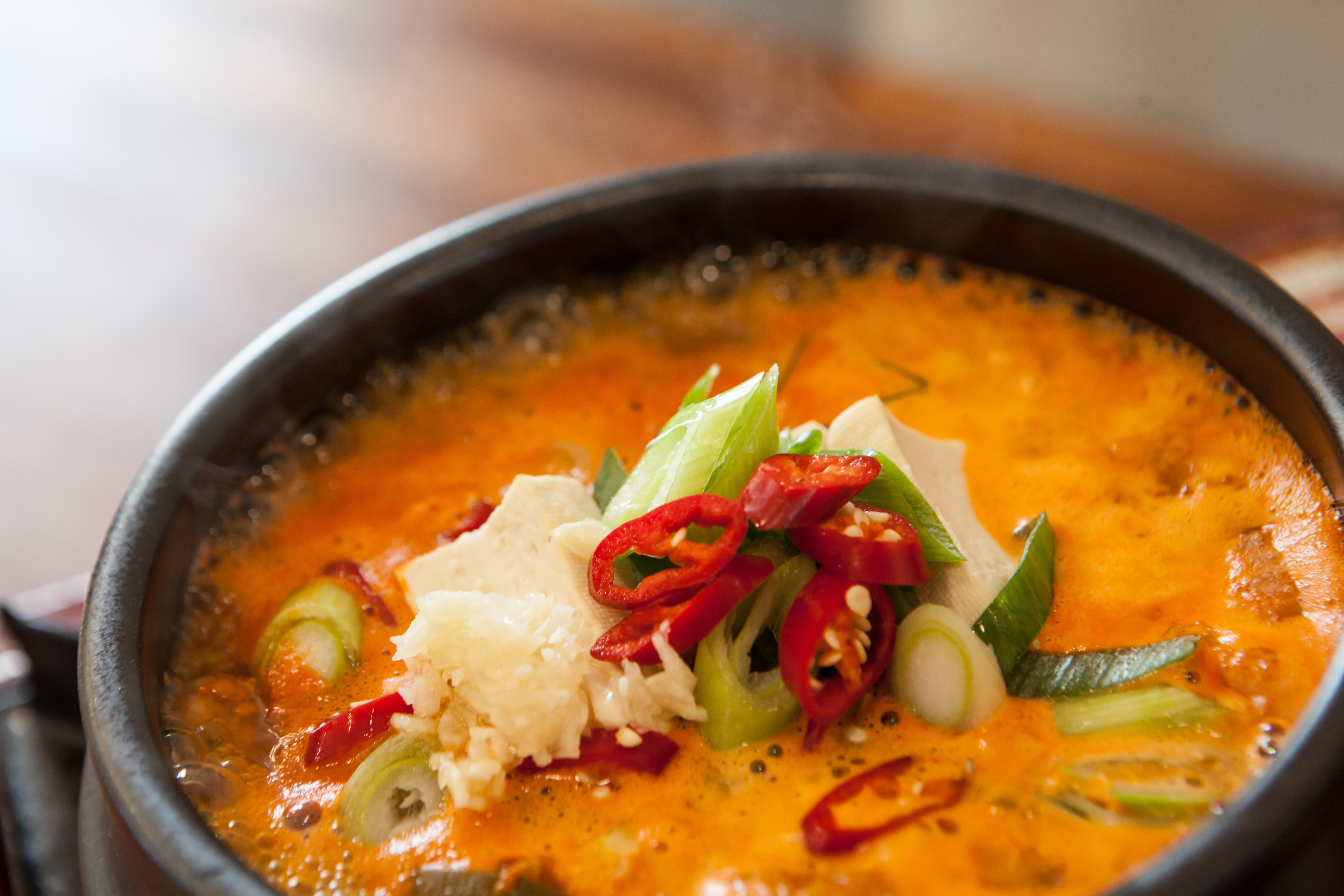
Doenjang jjigae, stufato di pasta di soia
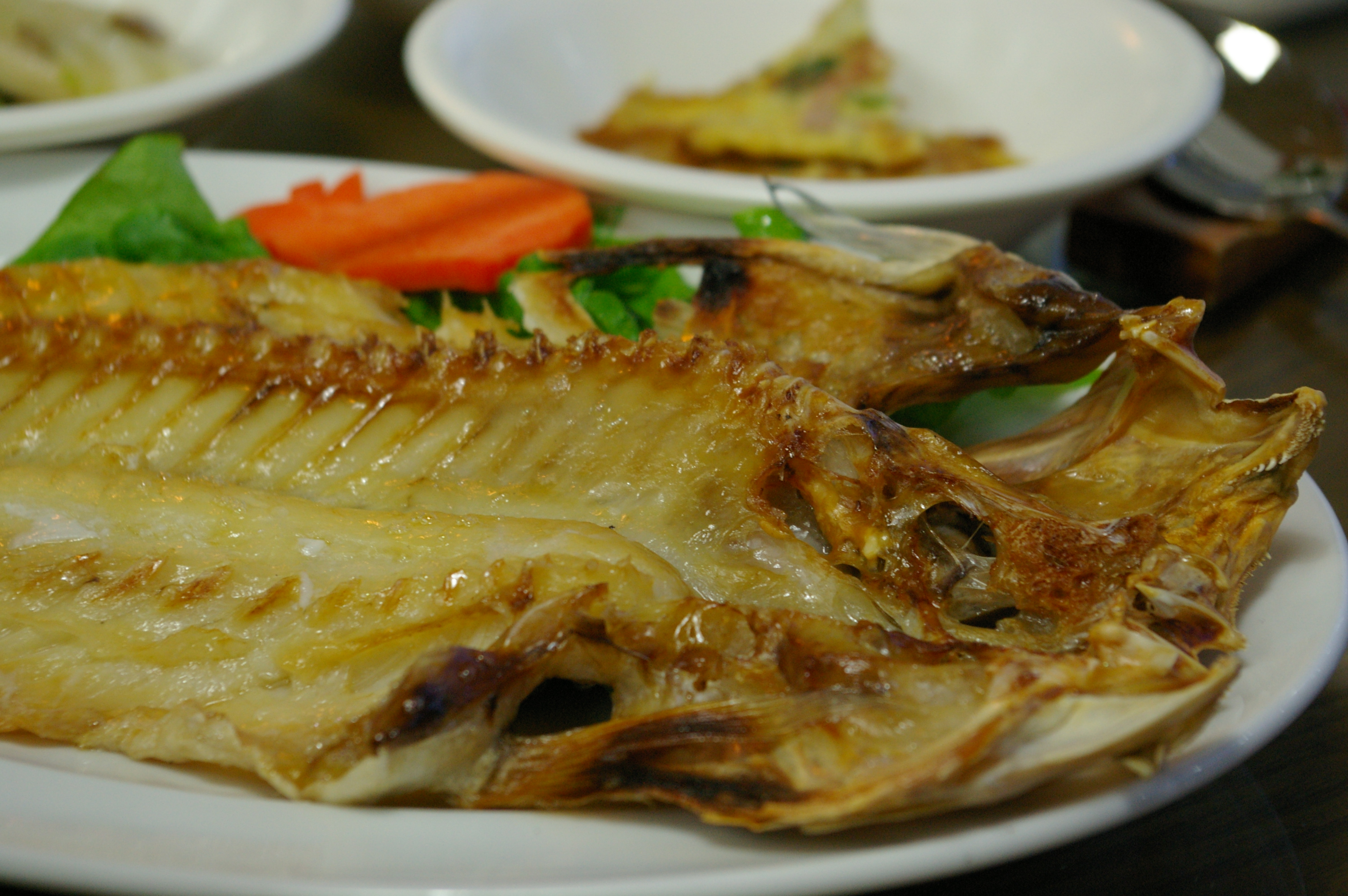
Okdomgui, Malacanthidae grigliato
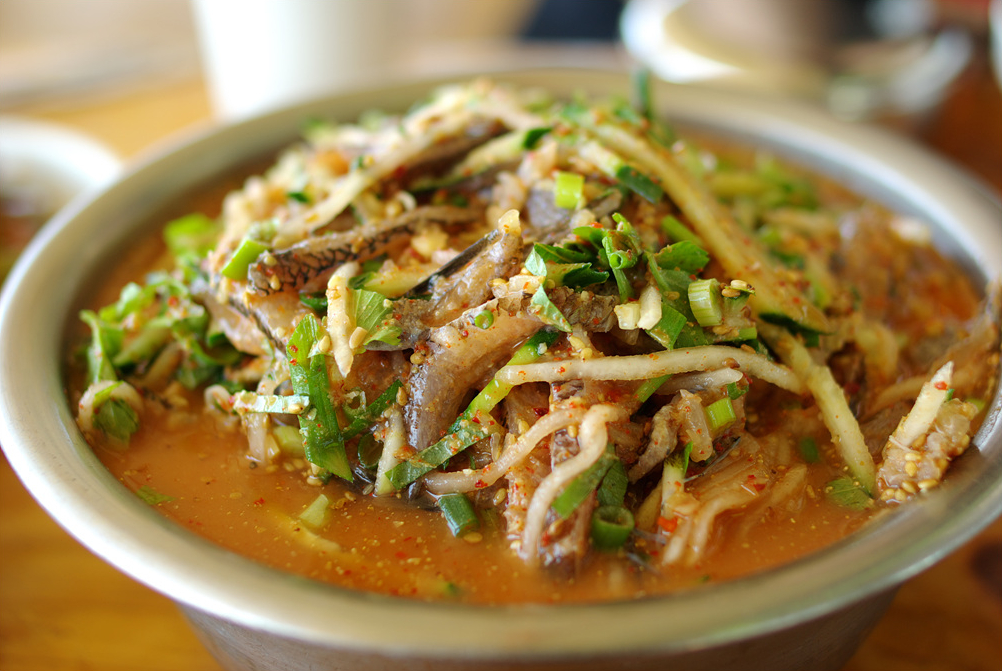
Jarihoe, Chromis notata crudo piccante
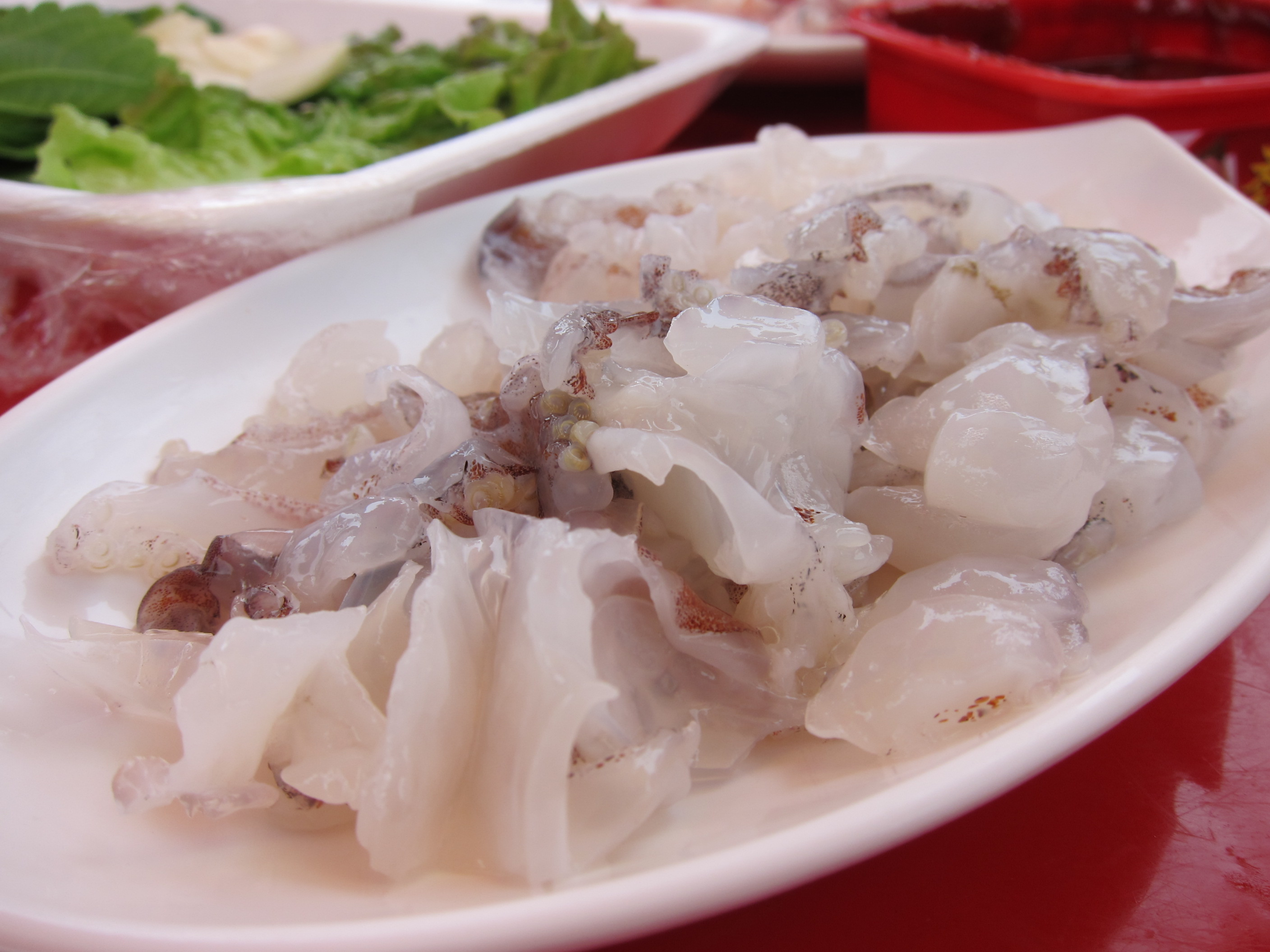
Ojingeohoe, calamari crudi

### Gyeongsang

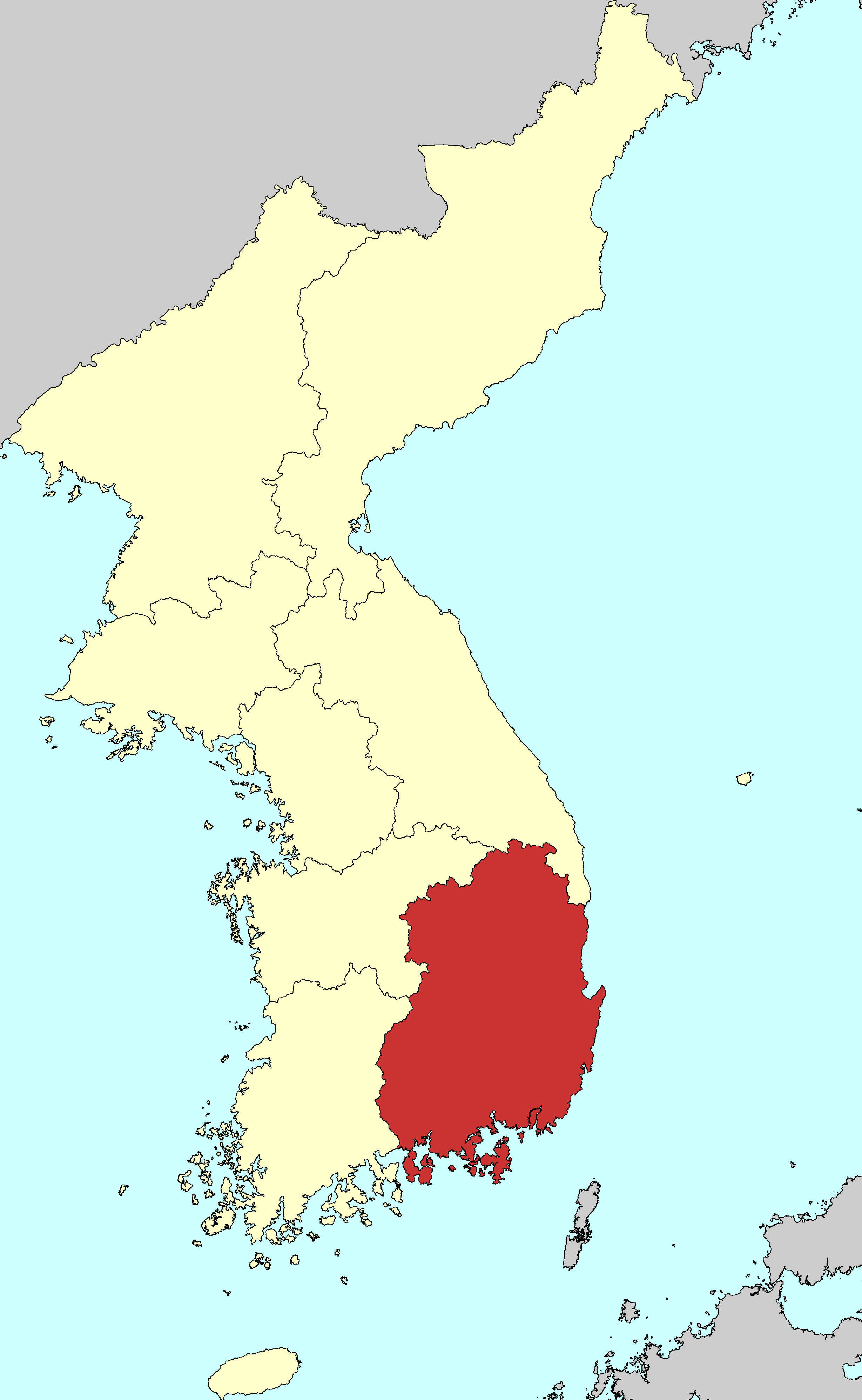
Localizzazione del Gyeongsang.

Il Gyeongsang ha un clima simile a quello del Jeolla perché entrambi confinano con due mari: nel caso del Gyeongsang, il Mar del Giappone a est e il Mar Cinese Orientale a sud. Tuttavia, il pescato è diverso, e il pesce è considerato il principale alimento della zona: gli hoe (frutti di mare crudi affettati) in particolare sono visti come una prelibatezza. Le zuppe di pesce fresco sono comuni, a differenza delle regioni montuose e senza sbocco sul mare. Il numero di jeotgal (frutti di mare salati fermentati) apparecchiati ad ogni pasto è numeroso, secondo solo a quello del Jeolla, e il tipo più preparato è il myeolchi jeot (acciughe salate fermentate). Il cibo è semplice con poche decorazioni, mentre il sapore tende al salato e piccante poiché vengono usati condimenti in abbondanza. I noodles sono il piatto più apprezzato tra quelli a base di cereali: solitamente hanno una consistenza morbida e sono realizzati impastando polvere di soia cruda; vengono poi tagliati con un coltello da cucina. Per la zuppa di noodle si usano solitamente le acciughe o le vongole invece della carne di manzo.

I piatti rappresentativi sono Jinju bibimbap (riso misto di Jinju), mubap (riso e ravanelli), Tongyeong bibimbap (riso misto di Tongyeong), tteokguk (zuppa di gnocchi di riso), milguksunaengmyeon (zuppa fredda di noodle di grano saraceno), dakkalguksu (zuppa di tagliolini e pollo) e samgyetang (zuppa di pollo e ginseng). Tra i contorni figurano ojingeobulgogi (calamari alla griglia) e pajeon (frittelle di cipollotti). Nelle regioni di Sangju e Mungyeong è tradizione aggiungere la frutta ai tteok (gnocchi di riso): a Sangju si usano i cachi, mentre a Miryang l'artemisia e i cachi essiccati. Nel villaggio di Macheon si fanno dei songpyeon con le patate, mentre a Geochang i songpyeon vengono cotti a vapore su un letto di foglie di rododendro. Come dolci si preparano gli yugwa (con riso glutinoso, miele e cheongju, fritti), mentre come bevande sujeonggwa (punch allo zenzero e cannella), yujacha (tè allo yuzu) e vari tipi di sikhye (bevanda di riso fermentato).

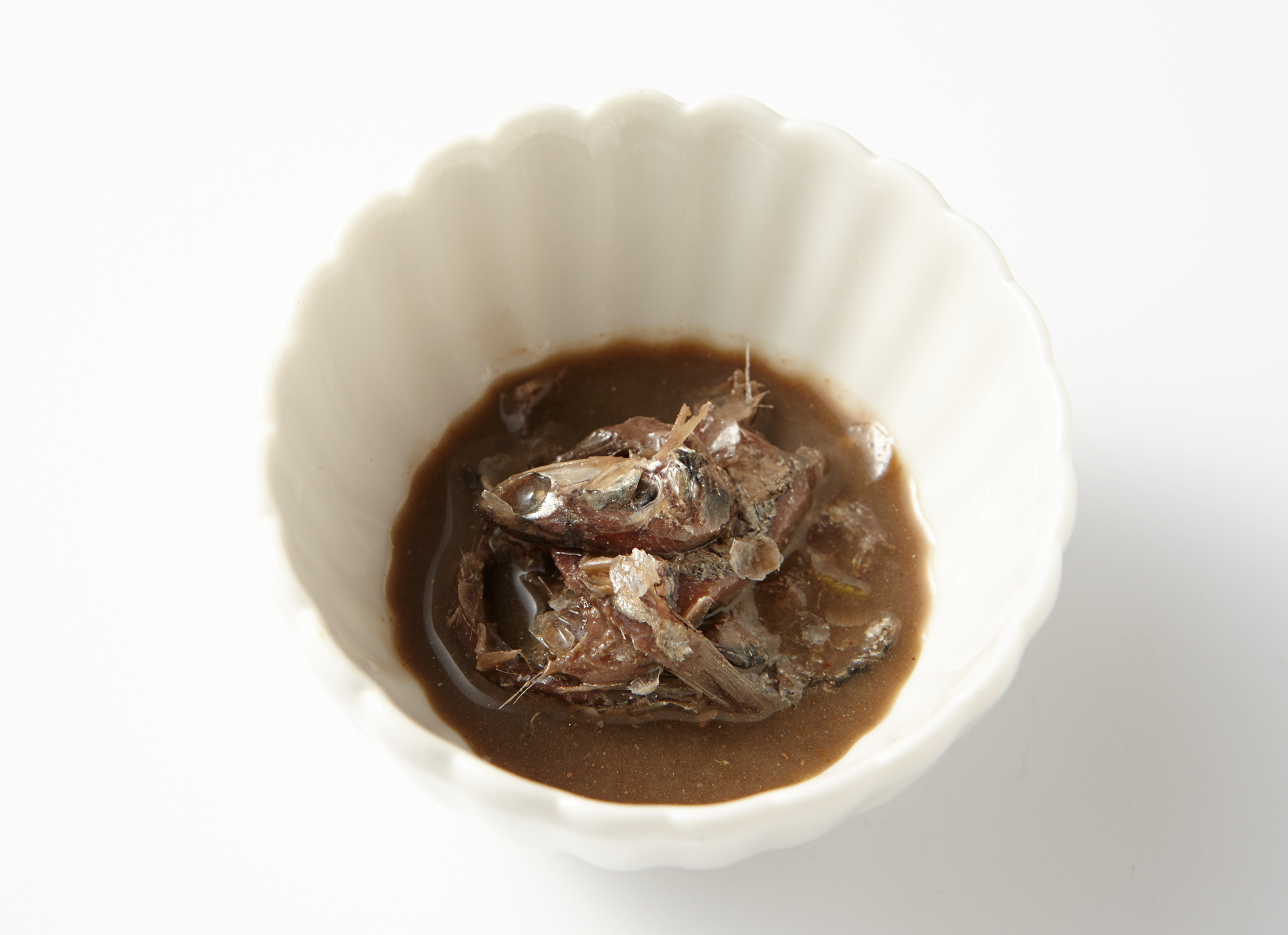
Myeolchi jeot, acciughe fermentate
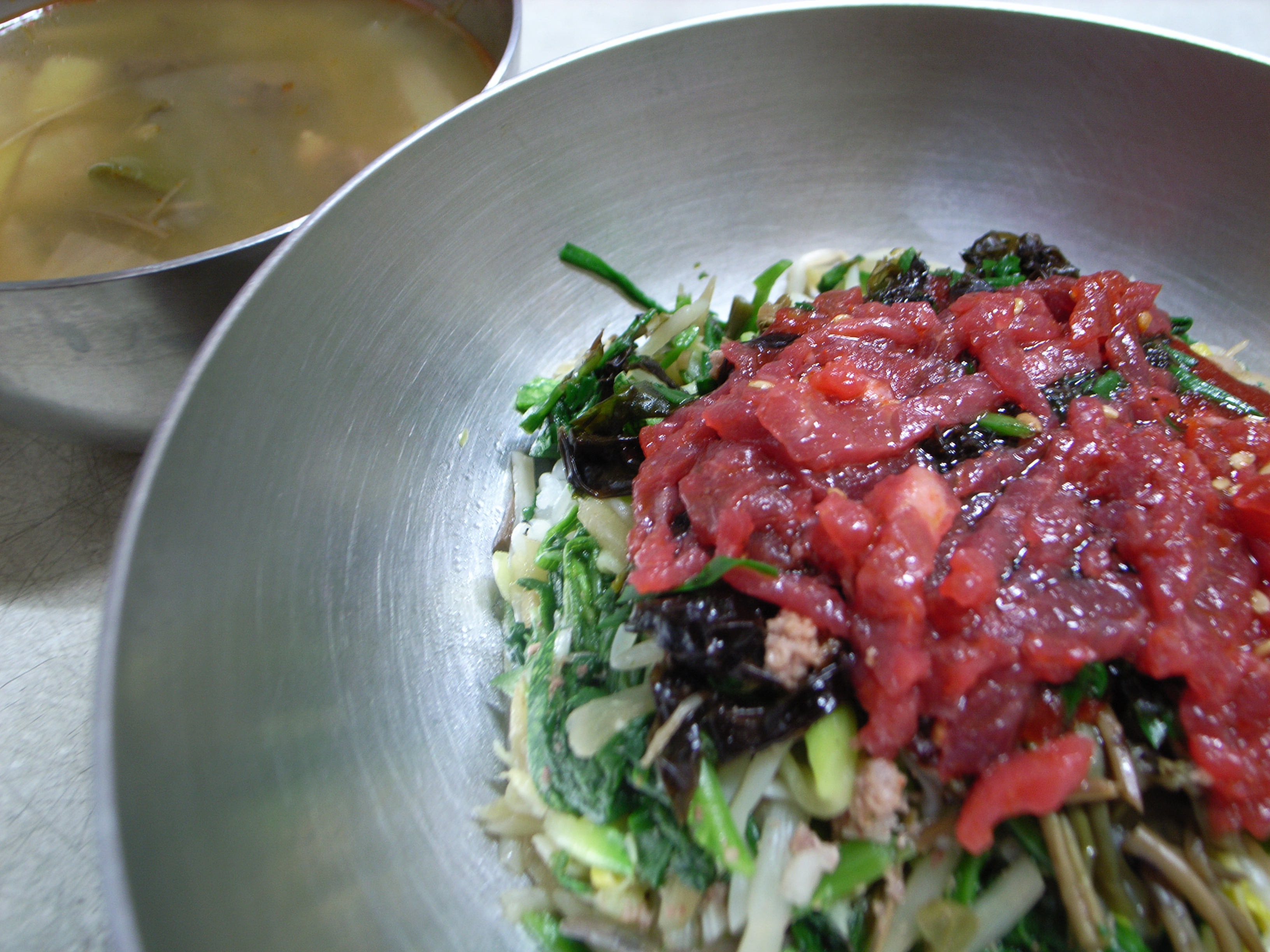
Jinju bibimbap, riso misto di Jinju
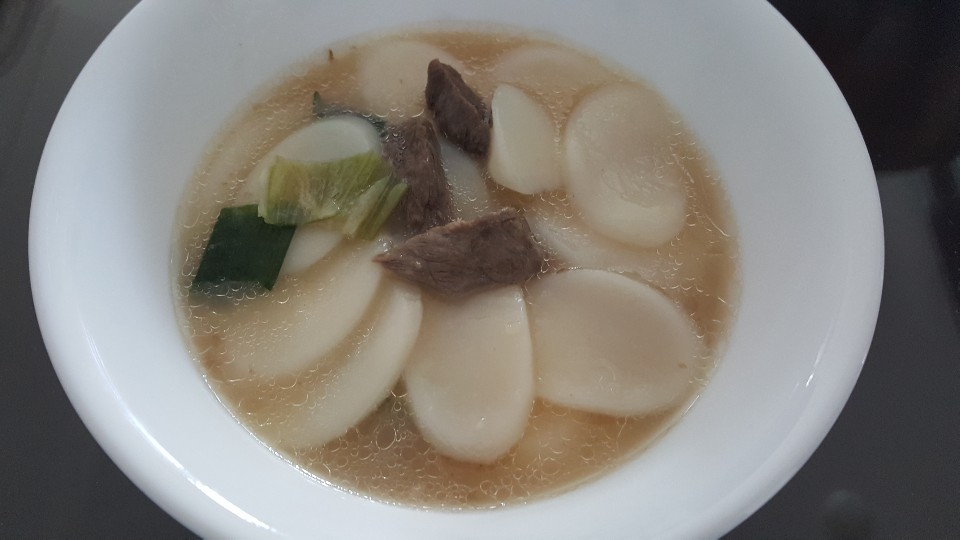
Tteokguk, zuppa di gnocchi di riso
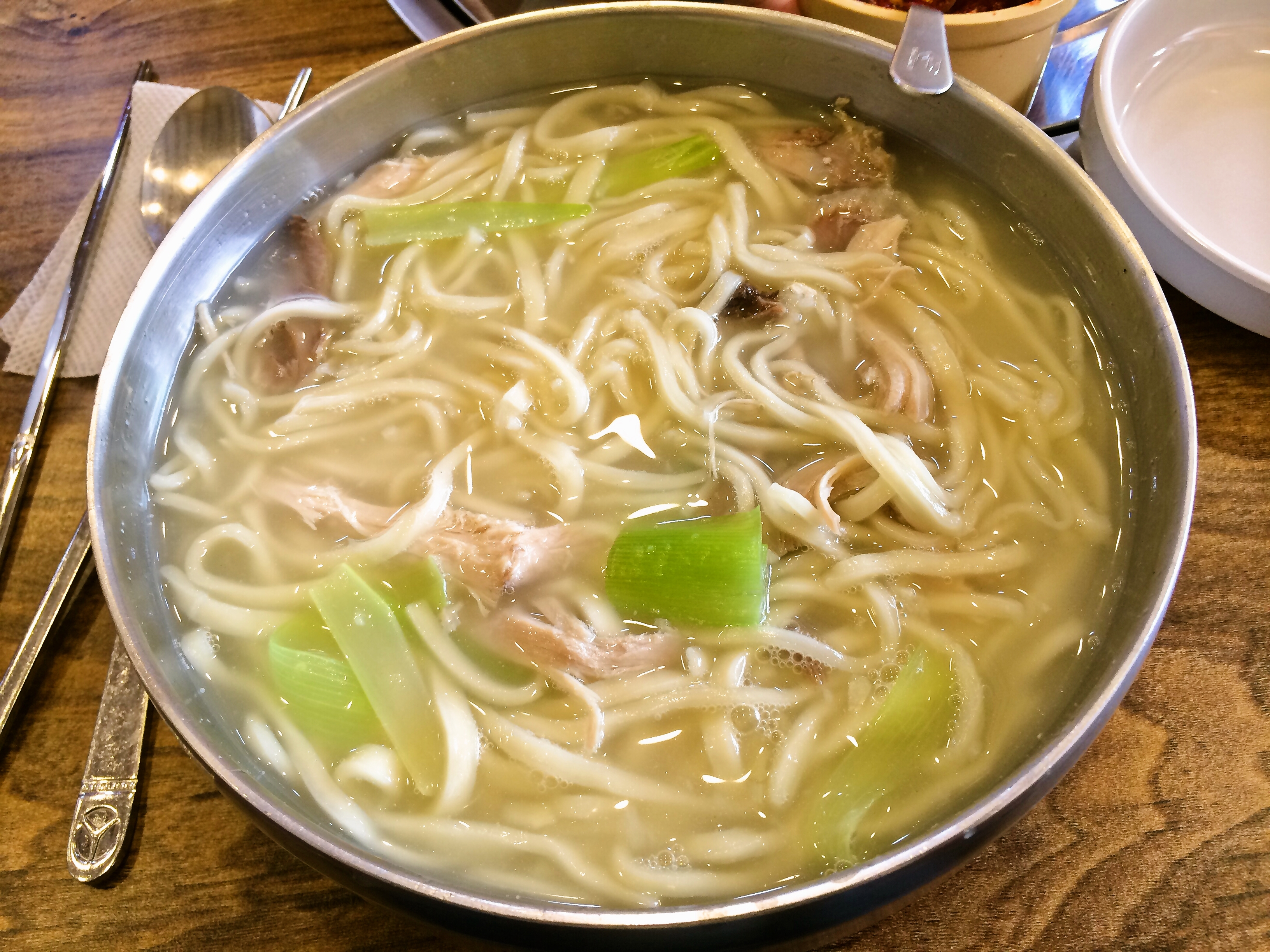
Dakkalguksu, zuppa di tagliolini e pollo
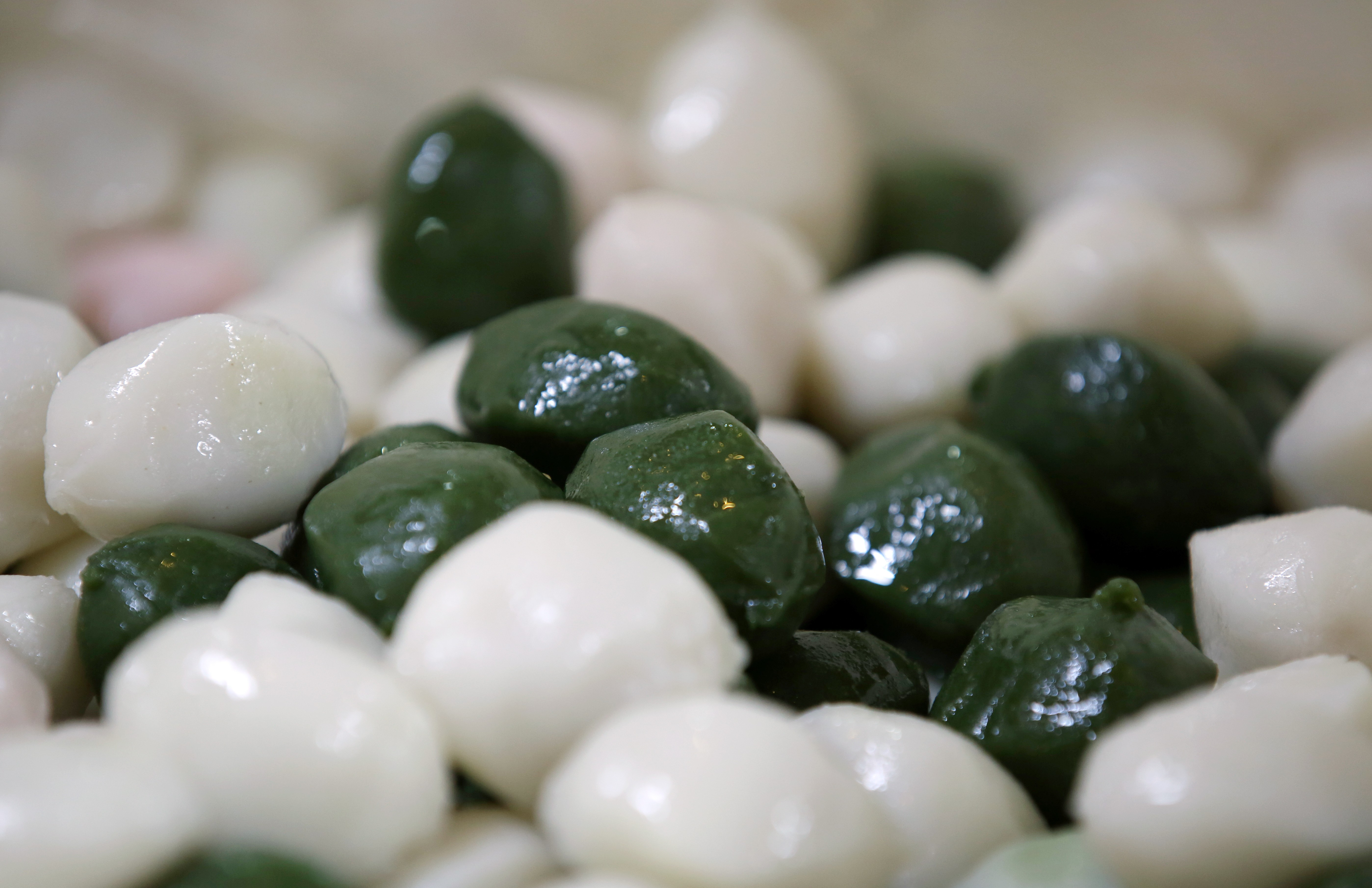
Songpyeon, gnocchi di riso (bianchi) e artemisia (verdi)
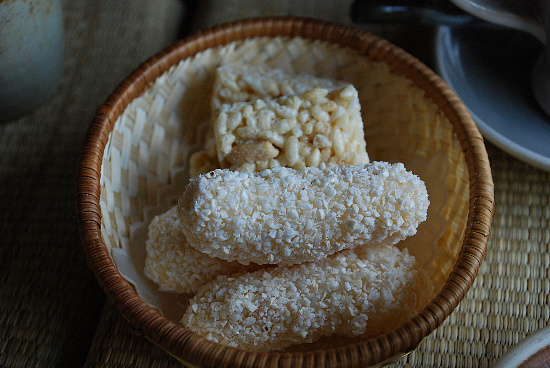
Yugwa, dolci fritti di riso, miele e cheongju